# Liste de peintures de William Bouguereau
L'œuvre peint de William Bouguereau (La Rochelle, 30 novembre 1825 - La Rochelle, 19 août 1905) est constitué de 828 peintures (recensées dans le catalogue raisonné de Damien Bartoli et Frederick C. Ross) réalisées par l'artiste entre 1845 et 1905. Il est classé par ordre chronologique.

## Années 1840
| Tableau | Titre                                                 | Date | Dimensions     | Notes | Lieu de conservation              | N° du Catalogue raisonné (Bartoli-Ross, 2010) |
| ------- | ----------------------------------------------------- | ---- | -------------- | --- | --------------------------------- | --------------------------------------------- |
|         | Jacob reçoit la tunique ensanglantée de Joseph        | 1845 | 110,5 × 144 cm | Peint pour le concours de peinture historique de l'École des Beaux-Arts de Bordeaux en 1845.                                         | Collection particulière           | 1845/01                                       |
|         | Portrait de Tante Adèle                               | 1845 | 55 × 46 cm     | | La Rochelle, musée des Beaux-Arts | 1845/02                                       |
|         | Portrait d'une femme assise avec un nœud rose         | 1845 | 32,5 × 24 cm   | | Collection particulière           | 1845/03                                       |
|         | Portrait d'une femme assise                           | 1845 | 32 × 24 cm     | | Collection particulière           | 1845/04                                       |
|         | Portrait de l'un des abbés Hontang                    | 1846 | 60 × 50,5 cm   | | Collection particulière           | 1846/01                                       |
|         | Portrait de Ferdinand Chaigneau (tête)                | 1847 | 41 × 33 cm     | | Collection particulière           | 1847/01                                       |
|         | Portrait de Ferdinand Chaigneau (tête et mains)       | 1847 | 77 × 60 cm     | | Collection particulière           | 1847/02                                       |
|         | Portrait de Marie-Célina Brieu                        | 1847 | 134 × 110 cm   | | Collection particulière           | 1847/04                                       |
|         | Saint Pierre chez Marie après sa délivrance de prison | 1848 | 24 × 32 cm     | Esquisse pour le Prix de Rome de 1848                                                                                                | Paris, musée d'Orsay              | Non catalogué                                 |
|         | Saint Pierre chez Marie après sa délivrance de prison | 1848 | 114 × 147 cm   | Tableau présenté en 1848 pour le Prix de Rome de peinture. Bouguereau obtient le second Grand Prix, aux côtés de Gustave Boulanger.  | Collection particulière           | 1848/02                                       |
|         | Portrait du sculpteur Chevallier                      | 1848 | 41 × 32 cm     | | Collection particulière           | 1848/03                                       |
|         | Égalité devant la mort                                | 1848 | 141 × 269 cm   | | Paris, musée d'Orsay              | 1848/04                                       |
|         | Ulysse reconnu par Euryclée                           | 1849 | 112 × 145 cm   | Tableau présenté en 1849 pour le Prix de Rome de peinture. Bouguereau ne remporte pas le Prix, qui est attribué à Gustave Boulanger. | La Rochelle, musée des Beaux-Arts | 1849/03                                       |

## Années 1850
| Tableau | Titre                                                                   | Date | Dimensions       | Notes | Lieu de conservation                                       | N° du Catalogue raisonné (Bartoli-Ross, 2010) |
| ------- | ----------------------------------------------------------------------- | ---- | ---------------- | --- | ---------------------------------------------------------- | --------------------------------------------- |
|         | Autoportrait                                                            | 1850 | 60,5 × 50 cm     | | Collection particulière                                    | 1850/01                                       |
|         | Le Dédain                                                               | 1850 | 65 × 50 cm       | Peint en 1850 pour le Concours de la tête d'expression peinte.                                                                  | Paris, École nationale supérieure des Beaux-Arts           | 1850/04                                       |
|         | Zénobie retrouvée sur les bords de l'Araxe                              | 1850 | 32 × 24 cm       | Esquisse peinte pour le prix de Rome de 1850                                                                                    | Paris, musée d'Orsay                                       | Non catalogué                                 |
|         | Zénobie retrouvée sur les bords de l'Araxe                              | 1850 | 32 × 24 cm       | Esquisse peinte pour le prix de Rome de 1850.                                                                                   | Paris, École nationale supérieure des Beaux-Arts           | Non catalogué                                 |
|         | Zénobie retrouvée sur les bords de l'Araxe                              | 1850 | 147 × 113 cm     | Tableau présenté en 1850 pour le prix de Rome de peinture. Bouguereau remporte le prix, aux côtés de Paul Baudry                | Paris, École nationale Supérieure des Beaux-Arts           | 1850/06                                       |
|         | Torse ou demi-figure peinte                                             | 1850 | 100 × 81 cm      | Peint le 29 juin 1850 pour le Concours de la demi-figure peinte.                                                                | Paris, École nationale supérieure des Beaux-Arts           | 1850/07                                       |
|         | Les amoureux                                                            | 1850 | 74 × 60 cm       | | Collection particulière                                    | 1850/08                                       |
|         | Dante et Virgile                                                        | 1850 | 280,5 × 225,3 cm | | Paris, musée d'Orsay                                       | 1850/10                                       |
|         | Portrait de Monsieur M.                                                 | 1850 | 86,5 × 70,5 cm   | | Pasadena, The Norton Simon Museum of Art                   | 1850/11                                       |
|         | Portrait d'Eugène Bouguereau, oncle de l'artiste                        | 1850 | 46 × 41 cm       | | Collection particulière                                    | 1850/12                                       |
|         | Portrait d'Adolf Bouguereau, oncle de l'artiste                         | 1850 | 56 × 45,5 cm     | | Collection particulière                                    | 1850/13                                       |
|         | Portrait d'Amélina Dufaud, épouse Bouguereau, tante de l'artiste        | 1850 | 56 × 45,5 cm     | | Collection particulière                                    | 1850/14                                       |
|         | Portrait de Céline Bouguereau, cousine de l'artiste                     | 1850 | 33 × 25 cm       | | Collection particulière                                    | 1850/15                                       |
|         | Portrait de Léonie Bouguereau, cousine de l'artiste                     | 1850 | 28,5 × 23 cm     | | Collection particulière                                    | 1850/16                                       |
|         | Portrait d'un homme                                                     | 1850 | 46 × 38 cm       | |                                                            | 1850/16                                       |
|         | Portrait de Félix Chabaud, graveur en médailles                         | 1852 | 47 × 37 cm       | | Rome, Académie de France                                   | 1852/01                                       |
|         | Portrait de Joseph-Gabriel Tourny, graveur                              | 1852 | 47 × 37 cm       | | Rome, Académie de France                                   | 1852/02                                       |
|         | Les juifs emmenés en captivité                                          | 1852 | 77 × 103 cm      | | Collection particulière                                    | 1852/04                                       |
|         | Les Canéphores                                                          | 1852 | 244 × 176 cm     | | Collection particulière                                    | 1852/05                                       |
|         | Idylle                                                                  | 1852 | 84,5 × 63,5 cm   | | Mexico, Fondation Juan Antonio Pérez Simon                 | 1852/06                                       |
|         | Autoportrait                                                            | 1853 | 40,5 × 32 cm     | | Collection particulière                                    | 1853/01                                       |
|         | Copie de la Galatée de Raphaël                                          | 1853 | 230 × 220 cm     | | Dijon, musée des Beaux-Arts                                | 1853/05                                       |
|         | Le combat des Centaures et des Lapithes                                 | 1853 | 124 × 173,5 cm   | | Richmond, Virginia Museum of Fine Arts                     | 1853/07                                       |
|         | Portrait de Jean-Pierre Rémy Lasserre                                   | 1853 | 62 × 49 cm       | | Collection particulière                                    | 1853/10                                       |
|         | Portrait de Charles Garnier                                             | 1853 | 41 × 32,5 cm     | | Paris, École nationale Supérieure des Beaux-Arts           | 1853/15                                       |
|         | Portrait de Martial Deveaux, graveur en taille douce                    | 1853 | 46 × 36 cm       | | Rome, Académie de France                                   | 1853/16                                       |
|         | Portrait de Teresa                                                      | 1854 | 40 × 32 cm       | | Valenciennes, musée des Beaux-Arts                         | 1854/01                                       |
|         | Portrait de Gabriel-Jules Thomas, sculpteur                             | 1854 | 47 × 36 cm       | | Rome, Académie de France                                   | 1854/03                                       |
|         | Tête de bacchante                                                       | 1854 | 60 × 48 cm       | | Moulins, musée des Beaux-Arts                              | 1854/04                                       |
|         | Tête de bacchante (réplique)                                            | 1854 | 60 × 50 cm       | | Collection particulière                                    | 1854/04A                                      |
|         | Le corps de sainte Cécile apporté dans les catacombes de Rome           | 1854 | 343 × 428 cm     | Envoi de Rome de 1854. Détruit dans l'incendie de la chapelle du château de Lunéville le 3 janvier 2003.                        | Détruit (autrefois à Lunéville, château)                   | 1854/05                                       |
|         | Autoportrait                                                            | 1854 | 47 × 36 cm       | | Rome, Académie de France                                   | 1854/06                                       |
|         | Premier portrait de Catherine Bouguereau                                | 1854 | 64,5 × 53,5 cm   | | Collection particulière                                    | 1854/07                                       |
|         | Second portrait de Catherine Bouguereau                                 | 1854 | 100 × 80 cm      | | Collection particulière                                    | 1854/08                                       |
|         | Amour fraternel                                                         | 1854 | 147 × 113,7 cm   | | Boston, Museum of Fine Arts                                | 1854/10                                       |
|         | Amour fraternel (réduction)                                             | 1854 | 64,5 × 53 cm     | | Collection particulière                                    | 1854/10A                                      |
|         | Portrait d'homme                                                        | 1854 |                  | | Localisation actuelle inconnue                             | 1854/11                                       |
|         | Le Printemps                                                            | 1854 | 180 × 85 cm      | Peint pour le pavillon de Paul Monlun à Angoulins.                                                                              | Collection particulière                                    | 1854/12A                                      |
|         | L'Été                                                                   | 1854 | 180 × 85 cm      | Peint pour le pavillon de Paul Monlun à Angoulins.                                                                              | Collection particulière                                    | 1854/12B                                      |
|         | L'Automne                                                               | 1854 | 180 × 85 cm      | Peint pour le pavillon de Paul Monlun à Angoulins.                                                                              | Collection particulière                                    | 1854/12C                                      |
|         | L'Hiver                                                                 | 1854 | 180 × 85 cm      | Peint pour le pavillon de Paul Monlun à Angoulins.                                                                              | Collection particulière                                    | 1854/12D                                      |
|         | La Pêche                                                                | 1855 | 60 × 200 cm      | Peint pour le pavillon de Paul Monlun à Angoulins.                                                                              | Collection particulière                                    | 1855/01A                                      |
|         | La Chasse                                                               | 1855 | 60 × 200 cm      | Peint pour le pavillon de Paul Monlun à Angoulins.                                                                              | Collection particulière                                    | 1855/01B                                      |
|         | La Danse                                                                | 1855 | 60 × 200 cm      | Peint pour le pavillon de Paul Monlun à Angoulins.                                                                              | Collection particulière                                    | 1855/01C                                      |
|         | Le Bain                                                                 | 1855 | 60 × 200 cm      | Peint pour le pavillon de Paul Monlun à Angoulins.                                                                              | Collection particulière                                    | 1855/01D                                      |
|         | L'Amour                                                                 | 1855 | 270 × 150 cm     | Peint en 1855-1856 pour le salon de l'hôtel particulier d'Anatole Bartholoni, 55 rue de Verneuil à Paris.                       | Paris, Ambassade des États-Unis                            | 1855/02A                                      |
|         | L'Amitié                                                                | 1855 | 270 × 150 cm     | Peint en 1855-1856 pour le salon de l'hôtel particulier d'Anatole Bartholoni, 55 rue de Verneuil à Paris.                       | Paris, Ambassade des États-Unis                            | 1855/02B                                      |
|         | La Fortune                                                              | 1856 | 270 × 150 cm     | Peint en 1855-1856 pour le salon de l'hôtel particulier d'Anatole Bartholoni, 55 rue de Verneuil à Paris.                       | Paris, Ambassade des États-Unis                            | 1855/02C                                      |
|         | Arion sur un monstre marin                                              | 1856 | 71 × 112 cm      | Peint en 1855-1856 pour le salon de l'hôtel particulier d'Anatole Bartholoni, 55 rue de Verneuil à Paris.                       | Cleveland, Museum of Art                                   | 1855/03A                                      |
|         | Bacchante sur une panthère                                              | 1856 | 71 × 112 cm      | Peint en 1855-1856 pour le salon de l'hôtel particulier d'Anatole Bartholoni, 55 rue de Verneuil à Paris.                       | Cleveland, Museum of Art                                   | 1855/03B                                      |
|         | Scènes d'automne                                                        | 1855 | 52 × 102 cm      | Peint pour l'hôtel d'Anatole Bartholoni, 55 rue de Verneuil à Paris.                                                            | Yamanashi (Japon), musée préfectoral                       | 1855/04B                                      |
|         | Idylle, famille antique                                                 | 1855 | 91 × 71 cm       | | Collection particulière                                    | 1855/05A                                      |
|         | Idylle, famille antique (réduction)                                     | 1855 | 60 × 48 cm       | | Hartford (Connecticut), Wadsworth Atheneum                 | 1855/05B                                      |
|         | Portrait de Fernand Bartholoni                                          | 1855 | 56 × 46 cm       | | Collection particulière                                    | 1855/07                                       |
|         | Scène romaine                                                           | 1855 | 110 × 81,5 cm    | | Collection particulière                                    | 1855/08                                       |
|         | Portrait de mademoiselle Couder                                         | 1855 | 116 × 89 cm      | | La Rochelle, musée des Beaux-Arts                          | 1855/09                                       |
|         | La Danse                                                                | 1856 | 366 × 181 cm     | Peint en 1856 pour le plafond d'un boudoir de l'hôtel particulier d'Anatole Bartholoni, 55 rue de Verneuil à Paris.             | Paris, musée d'Orsay                                       | 1856/01                                       |
|         | La Musique                                                              | 1856 | 116 × 172 cm     | Peint en 1856 pour le plafond d'un boudoir de l'hôtel particulier de Jean-François Bartholoni, rue de la Rochefoucauld à Paris. | Tokyo, National Museum of Western Art                      | 1856/02A                                      |
|         | L'Amour redemandant ses armes                                           | 1856 | 118 × 72 cm      | Peint en 1856 pour le plafond d'un boudoir de l'hôtel particulier de Jean-François Bartholoni, rue de la Rochefoucault à Paris. | Tokyo, National Museum of Western Art                      | 1856/02B                                      |
|         | L'Amour châtié                                                          | 1856 | 111 × 74,5 cm    | Peint en 1856 pour le plafond d'un boudoir de l'hôtel particulier de Jean-François Bartholoni, rue de la Rochefoucauld à Paris. | Tokyo, National Museum of Western Art                      | 1856/02C                                      |
|         | L'Histoire et l'Astronomie                                              | 1856 |                  | Peint en 1856 pour le plafond d'un boudoir de l'hôtel particulier de Jean-François Bartholoni, rue de la Rochefoucauld à Paris. | Localisation actuelle inconnue                             | 1856/02D                                      |
|         | La Danse et la Musique                                                  | 1856 |                  | Peint en 1856 pour le plafond d'un boudoir de l'hôtel particulier de Jean-François Bartholoni, rue de la Rochefoucauld à Paris. | Localisation actuelle inconnue                             | 1856/02E                                      |
|         | La Tragédie et la Comédie                                               | 1856 |                  | Peint en 1856 pour le plafond d'un boudoir de l'hôtel particulier de Jean-François Bartholoni, rue de la Rochefoucauld à Paris. | Localisation actuelle inconnue                             | 1856/02F                                      |
|         | La Poésie et l’Éloquence                                                | 1856 |                  | Peint en 1856 pour le plafond d'un boudoir de l'hôtel particulier de Jean-François Bartholoni, rue de la Rochefoucauld à Paris. | Localisation actuelle inconnue                             | 1856/02G                                      |
|         | Les quatre heures du jour (première réplique)                           | 1856 | 250 × 250 cm     | Peint pour un plafond de la maison Monlun à Angoulins.                                                                          | Collection particulière                                    | 1856/03A                                      |
|         | Les quatre heures du jour (seconde réplique)                            | 1856 | 250 × 250 cm     | | Collection particulière                                    | 1856/03B                                      |
|         | Le retour de Tobie                                                      | 1856 | 124 × 100 cm     | | Dijon, musée des Beaux-Arts                                | 1856/04                                       |
|         | L'Empereur Napoléon III visitant les inondés de Tarascon                | 1857 | 200 × 320 cm     | Tableau commandé par le ministre d'État, Achille Fould.                                                                         | Tarascon, mairie                                           | 1857/01                                       |
|         | Portrait de Madame Monlun et de sa fille Élisa                          | 1857 | 123 × 94 cm      | | Collection particulière                                    | 1857/03                                       |
|         | Portrait de Mademoiselle Lucie Carnaud                                  | 1857 | 53,5 × 45 cm     | | Collection particulière                                    | 1857/04                                       |
|         | Les Saisons                                                             | 1857 | 344 × 389 cm     | Peint pour le plafond du Salon des Saisons à l'hôtel Pereire, 35 rue du Faubourg Saint-Honoré à Paris.                          | Localisation actuelle inconnue                             | 1857/05                                       |
|         | Le Triomphe de Vénus                                                    | 1857 | 134,5 × 112 cm   | Peint pour le salon du Jour et de la Nuit (ou Salon de la Journée) à l'hôtel Pereire.                                           | Collection particulière                                    | 1857/06A                                      |
|         | Enfant sur un griffon                                                   | 1857 | 64 × 87,5 cm     | Peint pour le salon du Jour et de la Nuit à l'hôtel Pereire.                                                                    | Collection particulière                                    | 1857/06B                                      |
|         | Enfant sur un monstre marin                                             | 1857 | 63,5 × 84 cm     | Peint pour le salon du Jour et de la Nuit à l'hôtel Pereire.                                                                    | Collection particulière                                    | 1857/06C                                      |
|         | L'Amour blessé                                                          | 1857 | 82 × 64 cm       | | Collection particulière                                    | 1857/07                                       |
|         | Flore                                                                   | 1858 |                  | Peint pour le plafond du Salon des Saisons de l'hôtel Pereire, rue du Faubourg Saint-Honoré à Paris.                            | Localisation actuelle inconnue                             | 1858/01A                                      |
|         | Cérès                                                                   | 1858 |                  | Peint pour le plafond du Salon des Saisons de l'hôtel Pereire, rue du Faubourg Saint-Honoré à Paris.                            | Localisation actuelle inconnue                             | 1858/01B                                      |
|         | Pomone                                                                  | 1858 |                  | Peint pour le plafond du Salon des Saisons de l'hôtel Pereire, rue du Faubourg Saint-Honoré à Paris.                            | Localisation actuelle inconnue                             | 1858/01C                                      |
|         | Vesta                                                                   | 1858 |                  | Peint pour le plafond du Salon des Saisons de l'hôtel Pereire, rue du Faubourg Saint-Honoré à Paris.                            | Localisation actuelle inconnue                             | 1858/01D                                      |
|         | Le Printemps                                                            | 1858 | 80 × 152,5 cm    | Peint pour le plafond du Salon des Saisons de l'hôtel Pereire, rue du Faubourg Saint-Honoré à Paris.                            | Collection particulière                                    | 1858/02A                                      |
|         | L'Eté                                                                   | 1858 |                  | Peint pour le plafond du Salon des Saisons de l'hôtel Pereire, rue du Faubourg Saint-Honoré à Paris.                            | Localisation actuelle inconnue                             | 1858/02B                                      |
|         | L'Automne                                                               | 1858 | 63,5 × 116 cm    | Peint pour le plafond du Salon des Saisons de l'hôtel Pereire, rue du Faubourg Saint-Honoré à Paris.                            | Localisation actuelle inconnue                             | 1858/02C                                      |
|         | L'Hiver                                                                 | 1858 |                  | Peint pour le plafond du Salon des Saisons de l'hôtel Pereire, rue du Faubourg Saint-Honoré à Paris.                            | Localisation actuelle inconnue                             | 1858/02D                                      |
|         | Le Jour et la Nuit                                                      | 1858 |                  | Peint pour le plafond du Salon des Saisons de l'hôtel Pereire, rue du Faubourg Saint-Honoré à Paris.                            | Localisation actuelle inconnue                             | 1858/03                                       |
|         | Le sommeil d'Endymion                                                   | 1858 |                  | Peint pour le plafond du Salon des Saisons de l'hôtel Pereire, rue du Faubourg Saint-Honoré à Paris.                            | Localisation actuelle inconnue                             | 1858/04                                       |
|         | Portrait de Mademoiselle Jeanne Lanusse                                 | 1858 | 59 × 48 cm       | | La Rochelle, musée des Beaux-Arts                          | 1858/05                                       |
|         | Portrait de Monsieur Lanusse                                            | 1858 | 60 × 50 cm       | | La Rochelle, musée des Beaux-Arts                          | 1858/06                                       |
|         | Portrait de Madame Lanusse                                              | 1858 |                  | | Localisation actuelle inconnue                             | 1858/07                                       |
|         | Portrait de Nelly Bouguereau                                            | 1858 | 46 × 38 cm       | | Collection particulière                                    | 1858/08                                       |
|         | Le jour des morts                                                       | 1859 | 147 × 120 cm     | | Bordeaux, musée des Beaux-Arts                             | 1859/01                                       |
|         | Le jour des morts (réduction)                                           | 1859 | 147 × 120 cm     | | Collection particulière                                    | 1859/01A                                      |
|         | La Charité                                                              | 1859 | 116,5 × 90 cm    | | Ann Arbor (Michigan), University of Michigan Museum of Art | 1859/02                                       |
|         | La Charité (réduction)                                                  | 1859 | 56 × 45,5 cm     | | Taipei, musée national du Palais                           | 1859/02A                                      |
|         | Portrait de Madame Gabrielle Marcotte de Quivières                      | 1859 | 100 × 73 cm      | | Localisation actuelle inconnue                             | 1859/03                                       |
|         | Saint Louis rendant la Justice                                          | 1859 |                  | Peint pour la chapelle Saint-Louis de l'église Sainte-Clotilde à Paris.                                                         | Paris, église Sainte-Clotilde                              | 1859/04A                                      |
|         | Saint Louis rapportant la couronne d'épines à Paris                     | 1859 |                  | Peint pour la chapelle Saint-Louis de l'église Sainte-Clotilde à Paris.                                                         | Paris, église Sainte-Clotilde                              | 1859/04B                                      |
|         | Saint Louis soignant les pestiférés                                     | 1859 |                  | Peint pour la chapelle Saint-Louis de l'église Sainte-Clotilde à Paris.                                                         | Paris, église Sainte-Clotilde                              | 1859/04C                                      |
|         | La dernière communion de saint Louis                                    | 1859 |                  | Peint pour la chapelle Saint-Louis de l'église Sainte-Clotilde à Paris.                                                         | Paris, église Sainte-Clotilde                              | 1859/04D                                      |
|         | La Foi, L'Espérance, La Charité, La Prudence, La Justice, La Tempérance | 1859 |                  | Peint pour la chapelle Saint-Louis de l'église Sainte-Clotilde à Paris.                                                         | Paris, église Sainte-Clotilde                              | 1859/05                                       |

## Années 1860
| Tableau | Titre                                                          | Date          | Dimensions           | Notes | Lieu de conservation                                                 | N° de Catalogue raisonné (Bartoli-Ross, 2010) |
| ------- | -------------------------------------------------------------- | ------------- | -------------------- | --- | -------------------------------------------------------------------- | --------------------------------------------- |
|         | Pastorale antique : Le retour des champs                       | 1860          | 116 × 89 cm          | Salon de 1861, no 349 | Collection particulière                                              | 1860/01                                       |
|         | Pastorale antique : Le retour des champs (réduction)           | 1860          | 62 × 48 cm           | | Collection particulière                                              | 1860/01A                                      |
|         | La Paix                                                        | 1860          | 84 × 106,5 cm        | Salon de 1861, no 348 | Saint-Louis (Missouri), Saint-Louis Art Museum                       | 1860/02                                       |
|         | Le départ de Tobie                                             | 1860          | 153 × 119 cm         | | Saint-Pétersbourg, musée de l'Ermitage                               | 1860/03                                       |
|         | Femme de Tivoli                                                | 1860          |                      | | Localisation actuelle inconnue                                       | 1860/04                                       |
|         | Femme d'Alvito                                                 | 1860          |                      | | Localisation actuelle inconnue                                       | 1860/05                                       |
|         | Faune et bacchante                                             | 1860          | 53,5 × 64 cm         | Salon de 1861, no 347 | Collection particulière                                              | 1860/07                                       |
|         | Pastorale antique : le départ du berger                        | 1861          | 116 × 89 cm          | | Collection particulière                                              | 1861/01                                       |
|         | Pastorale antique : le départ du berger (réduction)            | 1861          | 62 × 48 cm           | | Collection particulière                                              | 1861/01A                                      |
|         | La femme de Cervara et son enfant                              | 1861          | 109 × 83 cm          | | Collection particulière                                              | 1861/02                                       |
|         | Jeune mère contemplant deux enfants qui s'embrassent           | 1861          | 84 × 103 cm          | | Collection particulière                                              | 1861/03                                       |
|         | Première discorde                                              | 1861          | 196 × 150,5 cm       | Salon de 1861, no 346 | Collection particulière                                              | 1861/04                                       |
|         | Philomèle et Progné                                            | 1861          | 176 × 134 cm (ovale) | | Fontainebleau, musée national du château                             | 1861/05                                       |
|         | Philomèle et Progné (réduction)                                | 1861          | 60 × 50 cm           | | Collection particulière                                              | 1861/05A                                      |
|         | La Muse (Philomèle)                                            | 1861          | 136 × 96,5 cm        | | Oklahoma City, Oklahoma Heritage Society                             | 1861/06                                       |
|         | Les Remords ou Oreste poursuivi par les Furies                 | 1862          | 231,1 × 278,4 cm     | | Norfolk (Virginie) (Virginie), Chrysler Museum of Art                | 1862/01                                       |
|         | Bacchante lutinant une chèvre                                  | 1862          | 115 × 185 cm         | | Bordeaux, musée des Beaux-Arts                                       | 1862/02                                       |
|         | Bacchante lutinant une chèvre (réplique)                       | 1862          | 114,5 × 192 cm       | Tableau peut-être peint par son élève Cot. | Collection particulière                                              | 1862/02A                                      |
|         | La Sainte Famille                                              | 1863          | 138 × 109 cm         | | Tainan, Musée Chimei                                                 | 1863/01                                       |
|         | La Sainte Famille (réduction)                                  | 1863          | 60 × 48,5 cm         | | Collection particulière                                              | 1863/01A                                      |
|         | La Sainte Famille (autre version)                              | 1863          | 130 × 110 cm         | | Collection particulière                                              | 1863/01B                                      |
|         | L'Âge d'Or                                                     | 1863          | 81,5 × 100,5 cm      | | Mexico, Fondation Juan Antonio Pérez Simon                           | 1863/02                                       |
|         | Portrait d'un enfant de Monsieur Gustave Pereire, âgé de 5 ans | 1863          | 82 × 65,5 cm         | | Collection particulière                                              | 1863/03                                       |
|         | Portrait d'un enfant de Monsieur Gustave Pereire, âgé de 2 ans | 1863          | 80 × 70 cm           | | Collection particulière                                              | 1863/04                                       |
|         | Amour                                                          | 1863          | 41,5 × 32,5 cm       | | Collection particulière                                              | 1863/05                                       |
|         | L'Amour essayant ses flèches                                   | 1863          |                      | | Localisation actuelle inconnue                                       | 1863/06                                       |
|         | L'Amour essayant ses flèches (modifié ou réduction)            | 1863          | 65 × 54 cm           | | Collection particulière                                              | 1863/06A                                      |
|         | Amour au tyrse                                                 | 1863          | 41,5 × 32,5 cm       | | Collection particulière                                              | 1863/07                                       |
|         | Portrait de Mademoiselle Pauline Brissac                       | 1863          | 91 × 71 cm           | | Collection particulière                                              | 1863/08                                       |
|         | Le baiser                                                      | 1863          | 114 × 86,5 cm        | | Collection particulière                                              | 1863/09                                       |
|         | Le baiser (réduction)                                          | 1863          | 61 × 51 cm           | | Collection particulière                                              | 1863/09A                                      |
|         | La Guerre                                                      | 1864          | 84 × 105 cm          | | Mexico, Fondation Juan Antonio Pérez Simon                           | 1864/01                                       |
|         | La sœur aînée                                                  | 1864          | 117 × 100 cm         | | Collection particulière                                              | 1864/02                                       |
|         | La sœur aînée (première réduction)                             | 1864          | 55 × 45,5 cm         | | New York, The Brooklyn Museum                                        | 1864/02A                                      |
|         | Le Sommeil                                                     | 1864          | 156 × 119,5 cm       | | Collection particulière                                              | 1864/03                                       |
|         | Le Sommeil (réduction)                                         | 1864          | 61,5 × 51,5 cm       | | Collection particulière                                              | 1864/03A                                      |
|         | Baigneuse                                                      | 1864          | 166 × 103,5 cm       | | Gand, musée des Beaux-Arts                                           | 1864/04                                       |
|         | La liseuse                                                     | 1864          | 57 × 47 cm           | | Hartford (Connecticut), Wadsworth Atheneum                           | 1864/06                                       |
|         | Portrait de Marie-Gabrielle Anne Marcotte de Quivières         | 1864          | 111,5 × 76 cm        | | Tokyo, Hachioji-city, Murauchi Museum                                | 1864/07                                       |
|         | Portrait de Marie-Thérèse Bartholoni                           | 1864          | 221 × 150 cm         | | Tainan, Musée Chimei                                                 | 1864/08                                       |
|         | Portrait de l'architecte Jean-Louis Pascal                     | 1864          | 46 × 38 cm           | | Collection particulière                                              | 1864/09                                       |
|         | La famille indigente                                           | 1865          | 122 × 153 cm         | | Birmingham, City Museum and Art Gallery                              | 1865/01                                       |
|         | La famille indigente (réduction)                               | 1865          | 56 × 70 cm           | | Richmond (Indiana), Art Association of Richmond                      | 1865/01A                                      |
|         | Le lever                                                       | 1865          | 115,5 × 89 cm        | | Collection particulière                                              | 1865/02                                       |
|         | Le lever (première réduction)                                  | 1865          | 55 × 46 cm           | | Collection particulière                                              | 1865/02A                                      |
|         | Le lever (seconde réduction)                                   | 1865          | 25,5 × 20 cm         | | Collection particulière                                              | 1865/02B                                      |
|         | Les oranges                                                    | 1865          | 117 × 90 cm          | | Collection particulière                                              | 1865/03                                       |
|         | Les oranges (réduction)                                        | 1865          | 63,5 × 51 cm         | | Collection particulière                                              | 1865/03A                                      |
|         | La soupe                                                       | 1865          | 81,5 × 60 cm         | | Collection particulière                                              | 1865/04                                       |
|         | La soupe (réplique)                                            | 1865          | 73,5 × 57 cm         | | Collection particulière                                              | 1865/04A                                      |
|         | Départ pour l'école                                            | 1865          | 63,5 × 53 cm         | | Collection particulière                                              | 1865/05                                       |
|         | Portrait de Madame Hoskier                                     | 1865          | 88,5 × 66,5 cm       | | Collection particulière                                              | 1865/06                                       |
|         | La grande sœur                                                 | 1865          | 100 × 73,5 cm        | | Collection particulière                                              | 1865/07                                       |
|         | La grande sœur (réduction)                                     | 1865          | 55 × 41 cm           | | Saint-Johnsbury (Vermont), Athenaeum                                 | 1865/07A                                      |
|         | Le réveil                                                      | 1865          | 100,5 × 81,5 cm      | | Collection particulière                                              | 1865/09                                       |
|         | Le réveil (réduction)                                          | 1865          | 56 × 46 cm           | | Collection particulière                                              | 1865/09A                                      |
|         | La joie dans la maison                                         | 1865          |                      | | Collection particulière                                              | 1865/10                                       |
|         | La joie dans la maison (réduction)                             | 1865          |                      | | Collection particulière                                              | 1865/10A                                      |
|         | La prière                                                      | 1865          | 65 × 53 cm           | | Collection particulière                                              | 1865/11                                       |
|         | Portrait de jeune fille en mauve                               | 1865          | 63,5 × 50,5 cm       | | Collection particulière                                              | 1865/12                                       |
|         | L'Invocation à la Vierge                                       | 1866          | 134,5 × 96,5 cm      | | Tainan, musée Chimei                                                 | 1866/02                                       |
|         | L'Invocation à la Vierge (première réduction)                  | 1866          | 55 × 45,5 cm         | | Collection particulière                                              | 1866/02A                                      |
|         | L'Invocation à la Vierge (seconde réduction)                   | 1866          | 27 × 18,5 cm         | | Collection particulière                                              | 1866/02B                                      |
|         | Premières caresses                                             | 1866          | 190 × 127,5 cm       | | Collection particulière                                              | 1866/03                                       |
|         | Premières caresses (première réduction)                        | 1866          | 100 × 67 cm          | | Collection particulière                                              | 1866/03A                                      |
|         | Premières caresses (deuxième réduction)                        | 1866          | 65,5 × 44 cm         | | Springfield[Lequel ?] (Utah), Springfield Museum                     | 1866/03B                                      |
|         | Convoitise (réduction)                                         | 1866          | 97 × 65 cm           | | Amsterdam, Willet-Holthuysen Museum                                  | 1866/04A                                      |
|         | Convoitise (reduction)                                         | 1866          | 65,4 × 44,1 cm       | | Localisation actuelle inconnue                                       | 1866/04                                       |
|         | Portrait de Madame la vicomtesse de Chabrol                    | 1866          | 130,5 × 98 cm        | Salon de 1867, no 182 Commandé à Bouguereau le 8 mai 1866 par François-Gaspard (1821-1891), vicomte de Chabrol-Chaméane et époux de la vicomtesse (Marie-Jeanne-Léonie Guillaume, v. 1832-1905), pour 5 000 franc. | Collection particulière                                              | 1866/05                                       |
|         | Saint Pierre et saint Paul                                     | 1866          | 320 cm               | Peint pour orner la chapelle Saint-Pierre-Saint-Paul à l'église Saint-Augustin de Paris. | Paris, église Saint-Augustin                                         | 1866/07A                                      |
|         | Saint Pierre baptisant                                         | 1866          | 320 cm               | Peint pour orner la chapelle Saint-Pierre-Saint-Paul à l'église Saint-Augustin de Paris. | Paris, église Saint-Augustin                                         | 1866/07B                                      |
|         | Saint Pierre évangélisant                                      | 1866          | 320 cm               | Peint pour orner la chapelle Saint-Pierre-Saint-Paul à l'église Saint-Augustin de Paris. | Paris, église Saint-Augustin                                         | 1866/07C                                      |
|         | Saint Jean-Baptiste prêchant dans le désert                    | 1866          | 320 cm               | Peint pour orner la chapelle Saint-Pierre-Saint-Paul à l'église Saint-Augustin de Paris. | Paris, église Saint-Augustin                                         | 1866/07D                                      |
|         | Saint Jean-Baptiste baptisant le Christ                        | 1866          | 320 cm               | Peint pour orner la chapelle Saint-Pierre-Saint-Paul à l'église Saint-Augustin de Paris. | Paris, église Saint-Augustin                                         | 1866/07E                                      |
|         | La tête de saint Jean-Baptiste présentée à Hérodiade           | 1866          | 320 cm               | Peint pour orner la chapelle Saint-Pierre-Saint-Paul à l'église Saint-Augustin de Paris. | Paris, église Saint-Augustin                                         | 1866/07F                                      |
|         | Le livre d'heures                                              | 1867          | 66 × 53,5 cm         | | Collection particulière                                              | 1867/01                                       |
|         | Yvonette                                                       | 1867          | 131 × 85 cm          | | Collection particulière                                              | 1867/02                                       |
|         | Yvonette (réduction)                                           | 1867          | 64 × 40,5 cm         | | Collection particulière                                              | 1867/02A                                      |
|         | L'oiseau chéri                                                 | 1867          | 87,5 × 69 cm         | | Yamagata, Yamadera Goto Museum                                       | 1867/03                                       |
|         | L'oiseau chéri (réduction)                                     | 1867          | 34 × 27 cm           | | Localisation actuelle inconnue                                       | 1867/03A                                      |
|         | Les bulles de savon                                            | 1867          |                      | | Localisation actuelle inconnue                                       | 1867/04                                       |
|         | Les bulles de savon (réduction)                                | 1867          | 26,5 × 21 cm         | | Collection particulière                                              | 1867/04A                                      |
|         | Bohémienne au tambour de basque                                | 1867          | 100 × 63,5 cm        | | Collection particulière                                              | 1867/05                                       |
|         | Bohémienne au tambour de basque (réplique)                     | 1867          | 100 × 64 cm          | | Collection particulière                                              | 1867/05A                                      |
|         | Le vœu                                                         | 1867          | 147,2 × 107 cm       | | Philadelphie, Museum of Art                                          | 1867/06                                       |
|         | Le vœu (réduction)                                             | 1867 ou après | 57,8 × 41,9 cm       | | collection particulière                                              | 1867/06A                                      |
|         | Loin du pays                                                   | 1867          | 160 × 106 cm         | | Ponce, Museo de Arte                                                 | 1867/07                                       |
|         | Loin du pays                                                   | 1867          | 92 × 62 cm           | | Collection particulière                                              | 1867/07A                                      |
|         | Tête de petite fille                                           | 1867          |                      | | Localisation actuelle inconnue                                       | 1867/08                                       |
|         | Seule au monde                                                 | 1867          | 100 × 67 cm          | | Collection particulière                                              | 1867/09                                       |
|         | L'Art et la Littérature                                        | 1867          | 200 × 108 cm         | | Elmira, The Arnot Art Museum                                         | 1867/10                                       |
|         | Paysage de Concarneau                                          | 1867          | 54 × 84,5 cm         | | Collection particulière                                              | non catalogué                                 |
|         | Jeune Écolière                                                 | 1868          | 46 × 38 cm           | | Collection particulière                                              | 1868/01                                       |
|         | Distraction                                                    | 1868          |                      | | Collection particulière                                              | 1868/02                                       |
|         | Enfants endormis                                               | 1868          | 66,5 × 100 cm        | | Collection particulière                                              | 1868/03                                       |
|         | Enfants endormis (première réduction)                          | 1868          | 30 × 56 cm           | | Collection particulière                                              | 1868/03A                                      |
|         | Enfants endormis (seconde réduction)                           | 1868          | 46 x 55,2 cm         | | Collection particulière                                              | 1868/03B                                      |
|         | Enfants endormis (autre version)                               | 1868          | 65 × 100 cm          | | Collection particulière                                              | 1868/03C                                      |
|         | Pastorale                                                      | 1868          | 114 × 163 cm         | | Collection particulière                                              | 1868/04                                       |
|         | Pastorale (réduction)                                          | 1868          | 55 × 77,5 cm         | | Collection particulière                                              | 1868/04A                                      |
|         | Pépita (tête d'espagnole)                                      | 1868          | 66 × 56 cm           | | Localisation actuelle inconnue                                       | 1868/05                                       |
|         | Pépita (tête d'espagnole) (réplique)                           | 1868          | 66 × 56 cm           | | Collection particulière                                              | 1868/05A                                      |
|         | Jeune bergère                                                  | 1868          | 106 × 72 cm          | | Ocala, Florida University, Appleton Museum of Art                    | 1868/06                                       |
|         | Jeune bergère (réduction)                                      | 1868          | 55 × 46,5 cm         | | Collection particulière                                              | 1868/06A                                      |
|         | Moissonneuse                                                   | 1868          | 106,5 × 85 cm        | | Collection particulière                                              | 1868/07                                       |
|         | La grappe de raisin                                            | 1868          | 146 × 114 cm         | | Collection particulière                                              | 1868/08                                       |
|         | La grappe de raisin                                            | 1868          | 58,5 × 45,5 cm       | | Collection particulière                                              | 1868/08A                                      |
|         | Pêcheuse de crevettes                                          | 1868          | 72,5 × 54,5 cm       | | Collection particulière                                              | 1868/09                                       |
|         | Petite fille bretonne mangeant sa soupe                        | 1868          | 53 × 44,5 cm         | | Localisation actuelle inconnue                                       | 1868/10                                       |
|         | Petite fille aux yeux bleus                                    | 1868          | 42 × 33,5 cm         | | Notre Dame (Indiana), Notre Dame University, The Snite Museum of Art | 1868/11                                       |
|         | Jeannie                                                        | 1868          | 102 × 72,5 cm        | | Collection particulière                                              | 1868/12                                       |
|         | La fleur d'aubépine                                            | 1868          | 55 × 45,5 cm         | | Luxembourg, musée Pescatore                                          | 1868/13                                       |
|         | Le collier de perles                                           | 1868          | 64 × 54 cm           | | Ponce, Museo de Arte                                                 | 1868/14                                       |
|         | La leçon de flûte                                              | 1868          | 113 × 86,5 cm        | | Collection particulière                                              | 1868/15                                       |
|         | Entre la Richesse et l'Amour                                   | 1869          | 106,5 × 89 cm        | | Collection particulière                                              | 1869/01                                       |
|         | L'ange gardien                                                 | 1869          | 99 × 78,5 cm         | | New York, The New York Historical Society                            | 1869/02                                       |
|         | L'ange gardien                                                 | 1869          | 51 × 40,5 cm         | | Collection particulière                                              | 1869/02A                                      |
|         | La Toilette rustique                                           | 1869          | 131 × 90 cm          | | Collection particulière                                              | 1869/03                                       |
|         | Mignon                                                         | 1869          | 100,5 × 81 cm        | | Collection particulière                                              | 1869/04                                       |
|         | Tête d'enfant, étude                                           | 1869          | 35,5 × 28 cm         | | Collection particulière                                              | 1869/05                                       |
|         | Le retour du marché                                            | 1869          | 61 × 51 cm           | | Collection particulière                                              | 1869/06                                       |
|         | Jeune ouvrière                                                 | 1869          | 129 × 96,5 cm        | | Collection particulière                                              | 1869/07                                       |
|         | Admiration maternelle                                          | 1869          | 116,5 × 91 cm        | | Collection particulière                                              | 1869/08                                       |
|         | Admiration maternelle (réduction)                              | 1869          | 56 × 39 cm           | | Collection particulière                                              | 1869/08A                                      |
|         | La Tricoteuse                                                  | 1869          | 145 × 99 cm          | | Omaha (Nebraska), The Joslyn Art Museum                              | 1869/09                                       |
|         | Faneuse                                                        | 1869          | 101,5 × 81 cm        | | Pittsburgh, Carnegie Museum of Art                                   | 1869/10                                       |
|         | Portraits des enfants de madame Johnson                        | 1869          | 101,5 × 81 cm        | | Collection particulière                                              | 1869/11                                       |
|         | Le crabe                                                       | 1869          | 81 × 65,5 cm         | | Collection particulière                                              | 1869/12                                       |
|         | La Sœur aînée                                                  | 1869          | 130 × 97 cm          | | Houston, The Museum of Fine Arts                                     | 1869/13                                       |
|         | Le Passage du Gué                                              | 1869          | 160 × 104 cm         | | Collection particulière                                              | 1869/14                                       |
|         | Lavandières de Fouesnant                                       | 1869          | 75 × 61 cm           | | Rochester, University of Rochester, Memorial Art Gallery             | 1869/15                                       |
|         | Jeunes filles de Fouesnant revenant du marché                  | 1869          | 112 × 96,5 cm        | | Collection particulière                                              | 1869/16                                       |
|         | Italienne au tambourin                                         | 1869          | 63,5 × 53 cm         | | Collection particulière                                              | 1869/17                                       |
|         | Italienne à la fontaine                                        | 1869          | 101 × 80,9 cm        | | Kansas City, Musée d'art Nelson-Atkins                               | 1869/18                                       |
|         | Le vœu à Sainte-Anne-d'Auray                                   | 1869          | 146 × 112 cm         | | Localisation actuelle inconnue                                       | 1869/19                                       |
|         | Le vœu à Sainte-Anne-d'Auray                                   | 1869          | 61 x 50 cm           | | Bilbao, Museo de Bellas Artes                                        | Non catalogué                                 |
|         | Le vœu à Sainte-Anne-d'Auray (seconde version)                 | 1869          | 147 × 89,5 cm        | | Collection particulière                                              | 1869/19A                                      |
|         | Le vœu à Sainte-Anne-d'Auray (réduction de la seconde version) | 1869          | 63,5 × 53 cm         | | Localisation actuelle inconnue                                       | 1869/19B                                      |
|         | Portrait de Madame Hoskier                                     | 1869          | 128,5 × 89 cm        | | Collection particulière                                              | 1869/20                                       |
|         | Portrait de Mademoiselle Martha Hoskier                        | 1869          | 46 × 38,4 cm         | | Santa Barbara, Museum of Art                                         | 1869/21                                       |
|         | Admiration maternelle                                          | 1869          |                      | | Localisation actuelle inconnue                                       | 1869/22                                       |
|         | Admiration maternelle : le bain                                | 1869          | 130 × 99,5 cm        | | Collection particulière                                              | 1869/23                                       |
|         | Apollon et les Muses dans l'Olympe                             | 1869          |                      | Décor du plafond de la grande salle du théâtre de Bordeaux. | Bordeaux                                                             | 1869/24                                       |
|         | La Musique guerrière                                           | 1869          |                      | Décor en grisaille pour le plafond de la grande salle du théâtre de Bordeaux. | Bordeaux                                                             | 1869/25A                                      |
|         | La Musique pastorale                                           | 1869          |                      | Décor en grisaille pour le plafond de la grande salle du théâtre de Bordeaux. | Bordeaux                                                             | 1869/25B                                      |
|         | La Musique de danse                                            | 1869          |                      | Décor en grisaille pour le plafond de la grande salle du théâtre de Bordeaux. | Bordeaux                                                             | 1869/25C                                      |
|         | La Musique religieuse                                          | 1869          |                      | Décor en grisaille pour le plafond de la grande salle du théâtre de Bordeaux. | Bordeaux                                                             | 1869/25D                                      |

## Années 1870
| Tableau | Titre                                                                     | Date               | Dimensions         | Notes                                                                                            | Lieu de conservation                                           | N° de Catalogue raisonné (Bartoli-Ross, 2010) |
| ------- | ------------------------------------------------------------------------- | ------------------ | ------------------ | ------------------------------------------------------------------------------------------------ | -------------------------------------------------------------- | --------------------------------------------- |
|         | Baigneuse                                                                 | 1870               | 190,5 × 95 cm      |                                                                                                  | Figueras, musée Dali                                           | 1870/01                                       |
|         | Jeune fille orientale                                                     | 1870               | 100,5 × 69 cm      |                                                                                                  | Collection particulière                                        | 1870/02                                       |
|         | Le bouquet de violettes                                                   | 1870               | 65 × 55 cm         |                                                                                                  | Collection particulière                                        | 1870/03                                       |
|         | Petite italienne portant de l'herbe                                       | 1870               |                    |                                                                                                  | Localisation actuelle inconnue                                 | 1870/04                                       |
|         | Italienne à la fontaine                                                   | 1870               | 91,5 × 73,5 cm     |                                                                                                  | Collection particulière                                        | 1870/05                                       |
|         | La femme au gant                                                          | 1870               | 61 × 51 cm         |                                                                                                  | Collection particulière                                        | 1870/06                                       |
|         | Faneuse                                                                   | 1870               | 117 × 84 cm        |                                                                                                  | Collection particulière                                        | 1870/07                                       |
|         | Pifferaro                                                                 | 1870               | 100 × 78 cm        |                                                                                                  | Collection particulière                                        | 1870/08                                       |
|         | L'italien à la mandoline                                                  | 1870               | 100 × 83 cm        |                                                                                                  | Collection particulière                                        | 1870/09                                       |
|         | Bergère du Bordelais                                                      | 1871               | 61 × 50 cm         |                                                                                                  | Collection particulière                                        | 1871/02                                       |
|         | Tricoteuse bretonne                                                       | 1871               |                    |                                                                                                  | Collection particulière                                        | 1871/03                                       |
|         | Petite boudeuse (une figure en pied)                                      | 1871               | 104,5 × 78,5 cm    |                                                                                                  | Collection particulière                                        | 1871/04                                       |
|         | Les deux sœurs                                                            | 1871               | 91,5 × 70 cm       |                                                                                                  | Collection particulière                                        | 1871/05                                       |
|         | Le livre d'images (tête avec mains)                                       | 1871               | 46 × 38 cm         |                                                                                                  | Collection particulière                                        | 1871/06                                       |
|         | Ève                                                                       | 1871               |                    |                                                                                                  | Localisation actuelle inconnue                                 | 1871/07                                       |
|         | Méditation                                                                | 1871               |                    |                                                                                                  | Localisation actuelle inconnue                                 | 1871/08                                       |
|         | Les cerises                                                               | 1871               | 131 × 89 cm        |                                                                                                  | Baltimore, The Walters Art Museum                              | 1871/09                                       |
|         | Frère et sœur bretons                                                     | 1871               | 129,2 × 89,2 cm    |                                                                                                  | New York, The Metropolitan Museum of Art                       | 1871/10                                       |
|         | Le bruit de la mer                                                        | 1871               | 78 × 53 cm         |                                                                                                  | Collection particulière                                        | 1871/11                                       |
|         | Jeune mère contemplant son enfant                                         | 1871               | 76 × 95 cm         |                                                                                                  | Collection particulière                                        | 1871/12                                       |
|         | Jeune italienne puisant de l'eau                                          | 1871               | 119,5 × 79 cm      |                                                                                                  | Collection particulière                                        | 1871/13                                       |
|         | La treille                                                                | 1871               | 112 × 75 cm        |                                                                                                  | Collection particulière                                        | 1871/14                                       |
|         | Le Coquillage                                                             | 1871               | 131 × 89,5 cm      |                                                                                                  | New York, The Forbes Magazine Collection                       | 1871/17                                       |
|         | Le coquillage, deux figures (réduction)                                   | 1871               | 61 × 42 cm         |                                                                                                  | Amsterdam, Stedelijk Museum                                    | 1871/17A                                      |
|         | Le lever                                                                  | 1871               | 142 × 103 cm       |                                                                                                  | New York, The Metropolitan Museum of Art                       | 1871/18                                       |
|         | Portrait de Madame Lanusse-Meyer                                          | 1872               | 62 × 51 cm         |                                                                                                  | La Rochelle, musée des Beaux-Arts                              | 1872/01                                       |
|         | Tête d'enfant ou Violettes                                                | 1872               | 51,5 × 39 cm       |                                                                                                  | Philadelphie, Drexel University, Drexel Museum and Collections | 1872/02                                       |
|         | Pendant la moisson                                                        | 1872               | 112 × 145 cm       |                                                                                                  | Collection particulière                                        | 1872/03                                       |
|         | Faucheuse                                                                 | 1872               | 179 × 116 cm       |                                                                                                  | Mexico, Fondation Juan Antonio Pérez Simon                     | 1872/04                                       |
|         | Pêcheuse                                                                  | 1872               | 144 × 87,5 cm      |                                                                                                  | Tokyo, Fuji Art Museum                                         | 1872/05                                       |
|         | Frileuse                                                                  | 1872               | 66 × 56 cm         |                                                                                                  | Collection particulière                                        | 1872/07                                       |
|         | Pendant l'orage                                                           | 1872               | 101,5 × 68,5 cm    |                                                                                                  | Collection particulière                                        | 1872/08                                       |
|         | Italienne à la cruche                                                     | 1872               | 89 × 81 cm         |                                                                                                  | New York, The New York Society Library                         | 1872/09                                       |
|         | La jeune fille au tambourin                                               | 1872               | 63,5 × 53 cm       |                                                                                                  | Localisation actuelle inconnue                                 | 1872/10                                       |
|         | L'Italienne au tambour de basque                                          | 1872               | 141,5 × 106,5 cm   |                                                                                                  | Collection particulière                                        | 1872/11                                       |
|         | Tête d'Italienne avec une couronne de laurier                             | 1872               |                    |                                                                                                  | Localisation actuelle inconnue                                 | 1872/12                                       |
|         | La bouillie                                                               | 1872               | 81 × 50 cm         |                                                                                                  | Collection particulière                                        | 1872/14                                       |
|         | La petite écolière                                                        | 1872               | 81,5 × 46,5 cm     |                                                                                                  | Localisation actuelle inconnue                                 | 1872/15                                       |
|         | Sur le rocher                                                             | 1872               | 114 × 82,5 cm      |                                                                                                  | Collection particulière                                        | 1872/16                                       |
|         | Petites maraudeuses                                                       | 1872               | 200,5 × 109 cm     |                                                                                                  | Collection particulière                                        | 1872/17                                       |
|         | Séduction                                                                 | 1872               | 163,5 × 111,8 cm   |                                                                                                  | New York, The Metropolitan Museum of Art                       | 1872/18                                       |
|         | Nymphes et satyres                                                        | 1873               | 220 × 180 cm       | Musée                                                                                            | Williamstown, The Sterling and Francine Clark Institute        | 1873/01                                       |
|         | Fileuse                                                                   | 1873               | 100 × 91,5 cm      |                                                                                                  | Collection particulière                                        | 1873/03                                       |
|         | Petite fille Louis XIII                                                   | 1873               |                    |                                                                                                  | Localisation actuelle inconnue                                 | 1873/04                                       |
|         | Innocence                                                                 | 1873               | 66,5 × 56 cm       |                                                                                                  | Collection particulière                                        | 1873/05                                       |
|         | L'agneau nouveau-né                                                       | 1873               | 165 × 87,5 cm      |                                                                                                  | Pittsfield, Berkshire Museum                                   | 1873/06                                       |
|         | La toilette de Vénus                                                      | 1873               | 130 × 97 cm        |                                                                                                  | Buenos Aires, Museo Nacional de Bellas Artes                   | 1873/07                                       |
|         | La leçon de flûte                                                         | 1873               |                    |                                                                                                  | Collection particulière                                        | 1873/08                                       |
|         | L'italienne à l'éventail                                                  | 1873               | 66 × 56 cm         |                                                                                                  | Collection particulière                                        | 1873/09                                       |
|         | Tarentelle                                                                | 1873               | 100 × 83 cm        |                                                                                                  | Collection particulière                                        | 1873/10                                       |
|         | Le voile                                                                  | 1873               |                    |                                                                                                  | Localisation actuelle inconnue                                 | 1873/11                                       |
|         | Berceuse (le coucher)                                                     | 1873               | 112 × 86,5 cm      |                                                                                                  | Collection particulière                                        | 1873/12                                       |
|         | Tricoteuse                                                                | 1873               | 66,5 × 44 cm       |                                                                                                  | Localisation actuelle inconnue                                 | 1873/13                                       |
|         | Portrait de Cortlandt Field Bishop jeune                                  | 1873               | 112 × 65 cm        |                                                                                                  | New York, The New York Historical Society                      | 1873/14                                       |
|         | La fille du pêcheur                                                       | 1873               | 80,5 × 61 cm       |                                                                                                  | Collection particulière                                        | 1873/15                                       |
|         | Italienne portant des grappes de raisin                                   | 1874               | 130 × 95 cm        |                                                                                                  | Localisation actuelle inconnue                                 | 1874/01                                       |
|         | Un ange                                                                   | 1874               | 32,5 × 25,5 cm     |                                                                                                  | Collection particulière                                        | 1874/02                                       |
|         | Italiennes à la fontaine                                                  | 1874               |                    |                                                                                                  | Localisation actuelle inconnue                                 | 1874/03                                       |
|         | La Charité                                                                | 1874               |                    |                                                                                                  | Localisation actuelle inconnue                                 | 1874/04                                       |
|         | Homère et son guide                                                       | 1874               | 208,9 × 142,9 cm   |                                                                                                  | Milwaukee, Art Museum                                          | 1874/05                                       |
|         | Enfant italien tenant une croûte de pain                                  | 1874               | 54,5 × 45,5 cm     |                                                                                                  | Collection particulière                                        | 1874/06                                       |
|         | Pifferaro                                                                 | 1874               | 127 × 101,5 cm     |                                                                                                  | Collection particulière                                        | 1874/07                                       |
|         | Rosière                                                                   | 1874               |                    |                                                                                                  | Localisation actuelle inconnue                                 | 1874/08                                       |
|         | Portrait de mademoiselle Head, jeune                                      | 1874               | 129 × 75,5 cm      |                                                                                                  | Collection particulière                                        | 1874/09                                       |
|         | Portrait de mademoiselle Head                                             | 1874               | 66,5 × 54,5 cm     |                                                                                                  | Collection particulière                                        | 1874/10                                       |
|         | Tricoteuse                                                                | 1874               |                    |                                                                                                  | Tokyo, Musée d'art Matsuoka                                    | 1874/11                                       |
|         | Enfant à la tasse de lait                                                 | 1874               | 98 × 62 cm         |                                                                                                  | Cincinnati, Art Museum                                         | 1874/12                                       |
|         | Enfant à la tasse de lait (réduction)                                     | 1874               | 41 × 33 cm         |                                                                                                  | Collection particulière                                        | 1874/12A                                      |
|         | La petite Esméralda                                                       | 1874               | 89 × 54,5 cm       |                                                                                                  | Collection particulière                                        | 1874/13                                       |
|         | Enfant tressant une couronne                                              | 1874               | 86 × 56 cm         |                                                                                                  | Collection particulière                                        | 1874/14                                       |
|         | La petite tricoteuse                                                      | 1874               | 69 × 47,5 cm       |                                                                                                  | Collection particulière                                        | 1874/15                                       |
|         | Jeune fille couronnée de pampres                                          | 1874               | 42 × 36 cm         |                                                                                                  | Collection particulière                                        | 1874/16                                       |
|         | Vendangeuse                                                               | 1874               | 140 × 63 cm        |                                                                                                  | Copenhague, Ny Carlsberg Glyptotek                             | 1874/17                                       |
|         | L'orage                                                                   | 1874               | 158 × 88 cm        |                                                                                                  | Collection particulière                                        | 1874/18                                       |
|         | L'orage (réduction)                                                       | 1874               | 90,5 × 50,5 cm     |                                                                                                  | Collection particulière                                        | 1874/18A                                      |
|         | Après le bain                                                             | 1875               | 181 × 90,5 cm      |                                                                                                  | Figueras, musée Salvador Dali                                  | 1875/01                                       |
|         | Flore et Zéphyr                                                           | 1875               | 185 cm de diamètre |                                                                                                  | Mulhouse, musée des Beaux-Arts                                 | 1875/02                                       |
|         | La Vierge, l'enfant Jésus et saint Jean-Baptiste                          | 1875               | 200,5 × 122 cm     |                                                                                                  | Collection particulière                                        | 1875/03                                       |
|         | Berceuse (Italienne filant)                                               | 1875               | 89,5 × 64 cm       |                                                                                                  | Collection particulière                                        | 1875/04                                       |
|         | L'enfant aux pommes vertes (buste)                                        | 1875               |                    |                                                                                                  | Localisation actuelle inconnue                                 | 1875/05                                       |
|         | Enfant tenant de la luzerne                                               | 1875               | 46 × 38,5 cm       |                                                                                                  | Collection particulière                                        | 1875/06                                       |
|         | La petite Ophélie                                                         | 1875               | 55 × 46 cm         |                                                                                                  | Collection particulière                                        | 1875/07                                       |
|         | Rêverie                                                                   | 1875               | 55,5 × 46,5 cm     |                                                                                                  | Collection particulière                                        | 1875/08                                       |
|         | Portrait d'Aristide Boucicaut                                             | 1875               | 146 × 84 cm        |                                                                                                  | Paris, Le Bon Marché                                           | 1875/09                                       |
|         | Portrait de Marguerite Guérin, Madame Boucicaut                           | 1875               | 146 × 84 cm        |                                                                                                  | Paris, Le Bon Marché                                           | 1875/10                                       |
|         | Bergère dans les montagnes                                                | 1875               |                    |                                                                                                  | Localisation actuelle inconnue                                 | 1875/11                                       |
|         | Glaneuse                                                                  | 1875               |                    |                                                                                                  | Localisation actuelle inconnue                                 | 1875/13                                       |
|         | Vendangeuse                                                               | 1875               | 96 × 61 cm         |                                                                                                  | Collection particulière                                        | 1875/14                                       |
|         | L'Orientale à la grenade                                                  | 1875               | 58,5 × 46 cm       | Déposé au Portland Art Museum en 2008.                                                           | Collection particulière                                        | 1875/15                                       |
|         | Marchande de grenades                                                     | 1875               | 135 × 87 cm        |                                                                                                  | Collection particulière                                        | 1875/16                                       |
|         | Au bord du ruisseau                                                       | 1875               | 137 × 86 cm        |                                                                                                  | Tokyo, National Museum of Western Art                          | 1875/17                                       |
|         | La petite tricoteuse                                                      | 1875               | 114 × 81 cm        |                                                                                                  | Collection particulière                                        | 1875/18                                       |
|         | L'Assomption de la Vierge                                                 | 1875               | 1 200 × 1 200 cm   | Décor de la coupole de la chapelle de la Vierge à la cathédrale de La Rochelle.                  | La Rochelle, Cathédrale                                        | 1875/19                                       |
|         | Pietà                                                                     | 1876               | 203 × 148 cm       | Déposé au Dallas Museum of Art                                                                   | Collection particulière                                        | 1876/01                                       |
|         | Pietà (réduction)                                                         | 1876               | 100 × 65 cm        |                                                                                                  | Localisation actuelle inconnue                                 | 1876/01A                                      |
|         | Le Secret                                                                 | 1876               | 130 × 85 cm        |                                                                                                  | New York, The New York Historical Society                      | 1876/02                                       |
|         | Jeune fille fellah, en pied                                               | 1876               | 163 × 88 cm        |                                                                                                  | Collection particulière                                        | 1876/03                                       |
|         | Jeune fille fellah, demi-figure                                           | 1876               | 89 × 56 cm         |                                                                                                  | Newcastle, Laing Art Gallery                                   | 1876/04                                       |
|         | Fleurs des champs                                                         | 1876               |                    |                                                                                                  | Localisation actuelle inconnue                                 | 1876/05                                       |
|         | La Loyauté                                                                | 1876               | 204 × 92 cm        | Commande d'Aristide Boucicaut pour le Bon Marché.                                                | Collection particulière                                        | 1876/06                                       |
|         | La Nativité de Jésus Christ                                               | 1876               | 400 × 300 cm       | Décor de l'archivolte de la coupole de la chapelle de la Vierge, à la cathédrale de La Rochelle. | La Rochelle, Cathédrale                                        | 1876/08                                       |
|         | La Jeunesse et l'Amour                                                    | 1877               | 192,5 × 88 cm      |                                                                                                  | Paris, musée d'Orsay                                           | 1877/01                                       |
|         | La Jeunesse et l'Amour (réduction)                                        | 1877               | 115,5 × 51 cm      |                                                                                                  | Ocala, Florida University, Appleton Museum of Art              | 1877/01A                                      |
|         | Vierge consolatrice                                                       | 1877               | 204 × 148 cm       |                                                                                                  | Strasbourg, musée des Beaux-Arts                               | 1877/02                                       |
|         | Jeune fille et enfant                                                     | 1877               | 61 × 48 cm         |                                                                                                  | Collection particulière                                        | 1877/03                                       |
|         | Les deux sœurs                                                            | 1877               | 136 × 78 cm        |                                                                                                  | Collection particulière                                        | 1877/04                                       |
|         | La grande sœur                                                            | 1877               | 146 × 89 cm        |                                                                                                  | Collection particulière                                        | 1877/05                                       |
|         | La grande sœur (réduction)                                                | 1877               | 66 × 40,5 cm       |                                                                                                  | Collection particulière                                        | 1877/05A                                      |
|         | La dévideuse                                                              | 1877               | 161,5 × 98 cm      |                                                                                                  | Collection particulière                                        | 1877/06                                       |
|         | Portrait de Monseigneur Léon-Benoît-Charles Thomas, évêque de La Rochelle | 1877               | 221 × 124 cm       | Tableau présenté à l'Exposition Universelle de 1878.                                             | Paris, musée d'Orsay                                           | 1877/07                                       |
|         | La Visitation                                                             | 1877               | 300 × 400 cm       | Décor de l'archivolte de la coupole de la chapelle de la Vierge, à la cathédrale de La Rochelle  | La Rochelle, Cathédrale                                        | 1877/08                                       |
|         | Portrait posthume de Georges Bouguereau                                   | 1877               | 80,5 × 63,5 cm     |                                                                                                  | Collection particulière                                        | 1877/09                                       |
|         | Portrait posthume de Madame Nelly Bouguereau                              | 1877               | 78 × 63 cm         |                                                                                                  | Collection particulière                                        | 1877/10                                       |
|         | Le livre de fables                                                        | 1877               | 59 × 48,3 cm       |                                                                                                  | Los Angeles, County Museum of Art                              | 1877/11                                       |
|         | Portrait de Madame Deseiligny                                             | 1877               | 137 × 101 cm       |                                                                                                  | La Rochelle, musée des Beaux-Arts                              | 1877/12                                       |
|         | Petite boudeuse                                                           | 1878               | 63,5 × 46 cm       |                                                                                                  | Localisation actuelle inconnue                                 | 1878/01                                       |
|         | La prière                                                                 | 1878               | 45,5 × 38 cm       |                                                                                                  | Tokyo, The National Museum of Western Art                      | 1878/02                                       |
|         | La fuite en Égypte                                                        | 1878               | 300 × 400 cm       | Décor de l'archivolte de la coupole de la chapelle de la Vierge, à la cathédrale de La Rochelle. | La Rochelle, Cathédrale                                        | 1878/03                                       |
|         | La Charité                                                                | 1878               | 196 × 117 cm       |                                                                                                  | Collection particulière                                        | 1878/04                                       |
|         | Une âme au ciel                                                           | 1878               | 180 × 275 cm       |                                                                                                  | Périgueux, musée du Périgord                                   | 1878/05                                       |
|         | Le nymphée                                                                | 1878               | 143,5 × 208,5 cm   |                                                                                                  | Stockton, The Pioneer & Haggin Galleries                       | 1878/06                                       |
|         | Joueur de flûte                                                           | 1878               | 40,6 × 33 cm       |                                                                                                  | Localisation actuelle inconnue                                 | 1878/07                                       |
|         | Fleurs de printemps                                                       | 1878               | 119 × 57,5 cm      |                                                                                                  | Localisation actuelle inconnue                                 | 1878/08                                       |
|         | Enfant tenant des fleurs (mi-corps)                                       | 1878               | 89 × 58 cm         |                                                                                                  | Collection particulière                                        | 1878/09                                       |
|         | Jeune fille et enfant (mi-corps)                                          | 1878               | 114 × 80 cm        |                                                                                                  | Localisation actuelle inconnue                                 | 1878/10                                       |
|         | Les Joies d'une mère                                                      | 1878               | 136 × 100,5 cm     |                                                                                                  | Collection particulière                                        | 1878/11                                       |
|         | Augustine, jeune fille tenant des fleurs sur sa poitrine                  | 1878               | 60 × 48 cm         |                                                                                                  | Collection particulière                                        | 1878/12                                       |
|         | Baigneuses                                                                | 1878               | 99 × 68,5 cm       |                                                                                                  | Tucson, Museum of Art                                          | 1878/13                                       |
|         | Le Retour des vendanges ou Promenade à dos d'âne                          | 1878               | 241 × 170 cm       |                                                                                                  | Jacksonville, The Cummer Gallery of Art                        | 1878/15                                       |
|         | Le Petit Câlin                                                            | 1878               | 114 × 81 cm        |                                                                                                  | Collection particulière                                        | 1878/16                                       |
|         | Jeune fille portant un enfant                                             | 1878 (daté : 1879) | 132 × 85 cm        |                                                                                                  | Collection particulière                                        | 1878/17                                       |
|         | Jeunes bohémiennes                                                        | 1879               | 166 × 99 cm        |                                                                                                  | Collection particulière                                        | 1879/01                                       |
|         | La Naissance de Vénus                                                     | 1879               | 300 × 215 cm       | Musée                                                                                            | Paris, musée d'Orsay                                           | 1879/02                                       |
|         | L'Annonciation                                                            | 1879               | 300 × 400 cm       | Décor de l'archivolte de la coupole de la chapelle de la Vierge, à la cathédrale de La Rochelle. | La Rochelle, Cathédrale                                        | 1879/03                                       |
|         | Tête d'enfant                                                             | 1879               | 37,5 × 29,5 cm     |                                                                                                  | Collection particulière                                        | 1879/04                                       |
|         | La tasse de lait                                                          | 1879               | 71,7 × 50,4 cm     |                                                                                                  | Collection particulière                                        | 1879/05                                       |
|         | Au bord du ruisseau                                                       | 1879               | 120,5 × 91,5 cm    |                                                                                                  | Collection particulière                                        | 1879/06                                       |
|         | Les Enfants à l'agneau, en pied                                           | 1879               | 129 × 96,5 cm      |                                                                                                  | Localisation actuelle inconnue                                 | 1879/07                                       |
|         | Les enfants à l'agneau, demi-figures                                      | 1879               | 61 × 46,5 cm       |                                                                                                  | Collection particulière                                        | 1879/08                                       |
|         | Tricoteuse                                                                | 1879               | 100,5 × 60,5 cm    |                                                                                                  | Ocala, Florida University, Appleton Museum of Art              | 1879/09                                       |
|         | Fortunata (Tête d'Italienne)                                              | 1879               | 45,5 × 38 cm       | Déposé à Lexington, University of Kentucky.                                                      | Collection particulière                                        | 1879/10                                       |
|         | Le Repos                                                                  | 1879               | 165 × 118 cm       |                                                                                                  | Cleveland, Museum of Art                                       | 1879/11                                       |
|         | Portrait de Mademoiselle Elizabeth Gardner                                | 1879               | 46 × 38,5 cm       |                                                                                                  | Tainan, Musée Chimei                                           | 1879/12                                       |
|         | Autoportrait                                                              | 1879               | 46 × 38 cm         |                                                                                                  | Montréal, musée des Beaux-Arts                                 | 1879/13                                       |
|         | Baigneuse assise                                                          | 1879               | 64 × 41 cm         |                                                                                                  | Collection particulière                                        | 1879/14                                       |
|         | La petite fille aux fleurs                                                | 1879               | 51 × 36 cm         |                                                                                                  | Localisation actuelle inconnue                                 | 1879/15                                       |
|         | Petite fille au bol bleu                                                  | 1879               | 70,5 × 50 cm       |                                                                                                  | Localisation actuelle inconnue                                 | 1879/16                                       |
|         | La frileuse                                                               | 1879               | 72 × 50 cm         |                                                                                                  | Collection particulière                                        | 1879/17                                       |
|         | Le crochet                                                                | 1879               | 90 × 54,5 cm       |                                                                                                  | Collection particulière                                        | 1879/18                                       |
|         | La libellule                                                              | 1879               |                    |                                                                                                  | Localisation actuelle inconnue                                 | 1879/19                                       |
|         | La petite blessée                                                         | 1879               | 96,5 × 62 cm       |                                                                                                  | Collection particulière                                        | 1879/20                                       |
|         | La petite écolière                                                        | 1879               | 104 × 75,5 cm      |                                                                                                  | Collection particulière                                        | 1879/21                                       |
|         | Le goûter                                                                 | 1879               |                    |                                                                                                  | Localisation actuelle inconnue                                 | 1879/22                                       |
|         | Vénus entourée de colombes                                                | vers 1879          | 81,6 × 46,7 cm     |                                                                                                  | Chapel Hill, Ackland Art Museum                                | Non catalogué                                 |

## Années 1880
| Tableau | Titre                                                                | Date | Dimensions       | Notes et références                                                                              | Lieu de conservation                                                                       | N° de Catalogue raisonné (Bartoli-Ross, 2010) |
| ------- | -------------------------------------------------------------------- | ---- | ---------------- | ------------------------------------------------------------------------------------------------ | ------------------------------------------------------------------------------------------ | --------------------------------------------- |
|         | Jeune Fille se défendant contre l'Amour                              | 1880 | 160 × 114 cm     |                                                                                                  | Wilmington, University of North Carolina, en dépôt à Raleigh, North Carolina Museum of Art | 1880/01                                       |
|         | Jeune Fille se défendant contre l'Amour (réduction)                  | 1880 | 79 × 55 cm       | Musée                                                                                            | Los Angeles, The J. Paul Getty Museum                                                      | 1880/01A                                      |
|         | La Flagellation du Christ                                            | 1880 | 390 × 210 cm     |                                                                                                  | La Rochelle, cathédrale Saint-Louis                                                        | 1880/02                                       |
|         | L'Évanouissement de la Vierge                                        | 1880 | 300 × 400 cm     | Décor de l'archivolte de la coupole de la chapelle de la Vierge, à la cathédrale de La Rochelle. | La Rochelle, Cathédrale                                                                    | 1880/03                                       |
|         | Enfant nu sur un coussin                                             | 1880 | 75 × 58,5 cm     |                                                                                                  | Localisation actuelle inconnue                                                             | 1880/04                                       |
|         | Tentation                                                            | 1880 | 99,5 × 132,5 cm  |                                                                                                  | Minneapolis, Institute of Arts                                                             | 1880/05                                       |
|         | Tentation (réduction)                                                | 1880 | 58,5 × 79 cm     |                                                                                                  | Collection particulière                                                                    | 1880/05A                                      |
|         | Le Repos (jeune fille couchée)                                       | 1880 | 72,5 × 148 cm    |                                                                                                  | Collection particulière                                                                    | 1880/06                                       |
|         | Tricoteuse                                                           | 1880 | 114 × 71 cm      |                                                                                                  | Localisation actuelle inconnue                                                             | 1880/07                                       |
|         | Petite mendiante                                                     | 1880 | 117 × 74 cm      |                                                                                                  | Collection particulière                                                                    | 1880/08                                       |
|         | Le Déjeuner frugal                                                   | 1880 | 132 × 87,5 cm    |                                                                                                  | Collection particulière                                                                    | 1880/09                                       |
|         | La Leçon difficile                                                   | 1880 | 97 × 62 cm       |                                                                                                  | Collection particulière                                                                    | 1880/10                                       |
|         | La Soupe au lait                                                     | 1880 | 49 × 36 cm       |                                                                                                  | Collection particulière                                                                    | 1880/11                                       |
|         | Enfant fellah accroupie                                              | 1880 |                  |                                                                                                  | Localisation actuelle inconnue                                                             | 1880/12                                       |
|         | L'Aurore                                                             | 1881 | 215 × 107 cm     |                                                                                                  | Birmingham (Alabama), Museum of Art                                                        | 1881/01                                       |
|         | L'Aurore (réduction)                                                 | 1881 | 123 × 64 cm      |                                                                                                  | Collection particulière                                                                    | 1881/01A                                      |
|         | L'Amour désarmé                                                      | 1881 | 129,5 × 96,5 cm  | Volé alors qu'il se trouvait en dépôt au Wellesley College Museum. Retrouvé ruiné.               | Détruit                                                                                    | 1881/02                                       |
|         | La Fille du pêcheur                                                  | 1881 | 114 × 79 cm      |                                                                                                  | Collection particulière                                                                    | 1881/03                                       |
|         | La Vierge aux anges                                                  | 1881 | 213 × 152 cm     |                                                                                                  | Glendale (Californie), Forest Lawn Museum                                                  | 1881/04                                       |
|         | La Vierge aux anges                                                  | 1881 | 113,5 × 79,5 cm  |                                                                                                  | Collection particulière                                                                    | 1881/04A                                      |
|         | La Pietà                                                             | 1881 | 300 × 400 cm     | Décor de l'archivolte de la coupole de la chapelle de la Vierge, à la cathédrale de la Rochelle. | La Rochelle, Cathédrale                                                                    | 1881/05                                       |
|         | Tête d'enfant                                                        | 1881 | 41 × 33 cm       |                                                                                                  | Localisation actuelle inconnue                                                             | 1881/06                                       |
|         | Le Nid                                                               | 1881 |                  |                                                                                                  | Localisation actuelle inconnue                                                             | 1881/07                                       |
|         | La Branche de cerisier                                               | 1881 |                  |                                                                                                  | Collection particulière                                                                    | 1881/08                                       |
|         | Gardeuse de moutons                                                  | 1881 | 117 × 72 cm      |                                                                                                  | Seattle, The Frye Museum                                                                   | 1881/09                                       |
|         | Petite bergère debout                                                | 1881 | 144 × 87,5 cm    |                                                                                                  | Localisation actuelle inconnue                                                             | 1881/10                                       |
|         | L'Orage                                                              | 1881 | 162,5 × 101,5 cm |                                                                                                  | New York, Vanderbilt Foundation                                                            | 1881/11                                       |
|         | La Grappe de raisin                                                  | 1881 | 117 × 84,5 cm    |                                                                                                  | Localisation actuelle inconnue                                                             | 1881/12                                       |
|         | La Vierge à l'enfant avec saint Jean-Baptiste                        | 1881 | 190,5 × 111 cm   |                                                                                                  | Ithaca, Cornell University, Herbert F. Johnson Museum of Art                               | 1881/13                                       |
|         | Éventail naturel, jeune fille et enfant                              | 1881 | 114 × 147 cm     |                                                                                                  | Collection particulière                                                                    | 1881/14                                       |
|         | Éventail naturel, jeune fille et enfant (réduction)                  | 1881 | 59,5 × 80 cm     |                                                                                                  | Collection particulière                                                                    | 1881/14A                                      |
|         | Le Crépuscule                                                        | 1882 | 207,5 × 108 cm   |                                                                                                  | La Havane, musée national cubain                                                           | 1882/01                                       |
|         | Le Crépuscule                                                        | 1882 | 127 × 66 cm      |                                                                                                  | Collection particulière                                                                    | 1882/01A                                      |
|         | Les Noisettes                                                        | 1882 | 87,5 × 134 cm    |                                                                                                  | Detroit, Institute of Arts                                                                 | 1882/03                                       |
|         | La Pêche aux grenouilles                                             | 1882 | 142 × 111,5 cm   |                                                                                                  | Collection particulière                                                                    | 1882/04                                       |
|         | La Tricoteuse                                                        | 1882 | 100,5 × 60,5 cm  |                                                                                                  | Collection particulière                                                                    | 1882/05                                       |
|         | La fille du pêcheur                                                  | 1882 | 149 × 90 cm      |                                                                                                  | Collection particulière                                                                    | 1882/06                                       |
|         | La Nuit                                                              | 1883 | 208 × 108 cm     |                                                                                                  | Washington, Hillwood Museum                                                                | 1883/01                                       |
|         | Alma Parens                                                          | 1883 | 230 × 140 cm     |                                                                                                  | Collection particulière                                                                    | 1883/02                                       |
|         | Tête de jeune fille (présentée à la veuve Membrée)                   | 1883 | 46 × 38 cm       |                                                                                                  | Collection particulière                                                                    | 1883/03                                       |
|         | Tête d'ange (étude présentée au Dr Parrot)                           | 1883 | 47 × 38,5 cm     |                                                                                                  | Collection particulière                                                                    | 1883/04                                       |
|         | Tête d'ange (autre étude)                                            | 1883 | 46 × 38 cm       |                                                                                                  | Collection particulière                                                                    | 1883/05                                       |
|         | Portrait de William, petit-fils de l'artiste, en saint Jean-Baptiste | 1883 | 50 × 34 cm       |                                                                                                  | Collection particulière                                                                    | 1883/06                                       |
|         | Vol d'Amours                                                         | 1883 | 80 × 63,5 cm     |                                                                                                  | Collection particulière                                                                    | 1883/07                                       |
|         | Orpheline à la fontaine                                              | 1883 | 145 × 87,5 cm    |                                                                                                  | Collection particulière                                                                    | 1883/08                                       |
|         | Panier de pommes (tête et mains)                                     | 1883 | 61 × 48 cm       |                                                                                                  | Northampton (Massachusetts), Smith College                                                 | 1883/09                                       |
|         | Récolte des noisettes                                                | 1883 | 161 × 114 cm     |                                                                                                  | Collection particulière                                                                    | 1883/10                                       |
|         | Petite vendangeuse                                                   | 1883 | 117 × 82,5 cm    |                                                                                                  | Collection particulière                                                                    | 1883/11                                       |
|         | La jeunesse de Bacchus                                               | 1884 | 331 × 610 cm     |                                                                                                  | Collection particulière                                                                    | 1884/01                                       |
|         | L'Adoration des bergers                                              | 1884 | 350 × 220 cm     | Peint pour la chapelle de la Vierge à l'église Saint-Vincent-de-Paul de Paris.                   | Paris, église Saint-Vincent-de-Paul                                                        | 1884/02                                       |
|         | L'étoile perdue                                                      | 1884 | 195,5 × 95 cm    |                                                                                                  | Mexico, Fondation Juan Antonio Pérez Simon                                                 | 1884/05                                       |
|         | L'étoile perdue (réduction présentée à Alfred-Henri Bramtot)         | 1884 | 57 × 27 cm       |                                                                                                  | Collection particulière                                                                    | 1884/05A                                      |
|         | Le Jour                                                              | 1884 | 207 × 120,5 cm   |                                                                                                  | Collection particulière                                                                    | 1884/06                                       |
|         | Les deux baigneuses                                                  | 1884 | 201 × 129 cm     |                                                                                                  | Chicago, The Art Institute                                                                 | 1884/07                                       |
|         | Baigneuse accroupie                                                  | 1884 | 116,5 × 90 cm    |                                                                                                  | Williamstown, Sterling and Francine Clark Art Institute                                    | 1884/08                                       |
|         | Biblis                                                               | 1884 | 95,5 × 159,5 cm  |                                                                                                  | Hyderabad II (Andhra Pradesh), Salarjung Museum                                            | 1884/09                                       |
|         | Biblis (réduction)                                                   | 1884 | 48 × 79 cm       |                                                                                                  | Collection particulière                                                                    | 1884/09A                                      |
|         | La pluie                                                             | 1884 | 93 × 119 cm      |                                                                                                  | Collection particulière                                                                    | 1884/10                                       |
|         | La leçon difficile                                                   | 1884 | 95 × 61 cm       |                                                                                                  | Collection particulière                                                                    | 1884/11                                       |
|         | Tricoteuse                                                           | 1884 | 129 × 70 cm      |                                                                                                  | Collection particulière                                                                    | 1884/12                                       |
|         | La bourrique                                                         | 1884 | 137 × 101,5 cm   |                                                                                                  | Pittsfield, The Berkshire Museum                                                           | 1884/13                                       |
|         | Parure des champs                                                    | 1884 | 163 × 90 cm      |                                                                                                  | Montréal, musée des Beaux-Arts                                                             | 1884/14                                       |
|         | L'Adoration des mages                                                | 1885 | 350 × 220 cm     | Peint pour la chapelle de la Vierge à l'église Saint-Vincent-de-Paul de Paris.                   | Paris, église Saint-Vincent-de-Paul                                                        | 1885/01A                                      |
|         | La Visitation                                                        | 1885 |                  | Peint pour la chapelle de la Vierge à l'église Saint-Vincent-de-Paul de Paris.                   | Paris, église Saint-Vincent-de-Paul                                                        | 1885/01B                                      |
|         | La Fuite en Égypte                                                   | 1885 |                  | Peint pour la chapelle de la Vierge à l'église Saint-Vincent-de-Paul de Paris.                   | Paris, église Saint-Vincent-de-Paul                                                        | 1885/01C                                      |
|         | Portrait de Mademoiselle Yvonne de Chasseval                         | 1885 |                  |                                                                                                  | Localisation actuelle inconnue                                                             | 1885/02                                       |
|         | Femme et Amour captif                                                | 1885 | 120 × 97 cm      |                                                                                                  | Collection particulière                                                                    | 1885/04                                       |
|         | Méditation                                                           | 1885 | 132 × 86,5 cm    |                                                                                                  | Omaha, The Joslyn Museum of Art                                                            | 1885/05                                       |
|         | Jeune fille à la cruche                                              | 1885 | 97 × 61 cm       |                                                                                                  | Collection particulière                                                                    | 1885/06                                       |
|         | La Jeune Bergère                                                     | 1885 | 157,5 × 72,5 cm  |                                                                                                  | San Diego, Museum of Art                                                                   | 1885/07                                       |
|         | Jeune fille allant à la fontaine                                     | 1885 | 160,5 × 73,5 cm  |                                                                                                  | New York, Dahesh Museum of Art                                                             | 1885/08                                       |
|         | Jeune fille portant une cruche                                       | 1885 | 157,5 × 86,5 cm  |                                                                                                  | Collection particulière                                                                    | 1885/09                                       |
|         | Femme au coquillage                                                  | 1885 | 131 × 86,5 cm    |                                                                                                  | Collection particulière                                                                    | 1885/10                                       |
|         | Le Printemps                                                         | 1886 | 215 × 117 cm     |                                                                                                  | Omaha, The Joslyn Museum of Art                                                            | 1886/01                                       |
|         | Portrait d'une petite fille                                          | 1886 | 35,5 × 27 cm     |                                                                                                  | Collection particulière                                                                    | 1886/02                                       |
|         | Autoportrait présenté à M. Sage                                      | 1886 | 46 × 38 cm       |                                                                                                  | Collection particulière                                                                    | 1886/03                                       |
|         | Portrait de Mademoiselle Ella Colonna Czosnowska                     | 1886 | 155 × 85 cm      |                                                                                                  | Localisation actuelle inconnue                                                             | 1886/04                                       |
|         | Portrait de Mademoiselle Ruth Hill                                   | 1886 |                  |                                                                                                  | Localisation actuelle inconnue                                                             | 1886/05                                       |
|         | Petite fille assise au bord de l'eau                                 | 1886 | 84 × 61,5 cm     |                                                                                                  | Seattle, University of Washington, Henry Art Gallery                                       | 1886/06                                       |
|         | Au pied de la falaise                                                | 1886 | 108 × 65 cm      |                                                                                                  | Memphis, Brooks Memorial Art Gallery                                                       | 1886/07                                       |
|         | Au bord de l'étang                                                   | 1886 | 106,5 × 53 cm    |                                                                                                  | Collection particulière                                                                    | 1886/08                                       |
|         | Le peloton de laine                                                  | 1886 | 140 × 76 cm      |                                                                                                  | Collection particulière                                                                    | 1886/09                                       |
|         | Bergère                                                              | 1886 | 160 × 76 cm      |                                                                                                  | Springfield, Museum of Fine Arts                                                           | 1886/10                                       |
|         | La sœur aînée                                                        | 1886 | 131 × 86 cm      |                                                                                                  | Collection particulière                                                                    | 1886/11                                       |
|         | La Soif                                                              | 1886 | 132 × 102 cm     |                                                                                                  | Collection particulière                                                                    | 1886/12                                       |
|         | Tête de petite fille                                                 | 1886 | 45 × 32,5 cm     |                                                                                                  | Localisation actuelle inconnue                                                             | 1886/13                                       |
|         | Petite tricoteuse assise                                             | 1886 | 96 × 60,5 cm     |                                                                                                  | Localisation actuelle inconnue                                                             | 1886/14                                       |
|         | L'Amour vainqueur                                                    | 1886 | 164 × 122,5 cm   |                                                                                                  | Collection particulière                                                                    | 1886/15                                       |
|         | Portrait de Madame Dumont                                            | 1887 | 61 × 50 cm       |                                                                                                  | Collection particulière                                                                    | 1887/01                                       |
|         | Portrait de Diane                                                    | 1887 | 59,5 × 48,5 cm   |                                                                                                  | Baltimore, Museum of Art                                                                   | 1887/02                                       |
|         | Allant au bain                                                       | 1887 | 175 × 80,5 cm    |                                                                                                  | Collection particulière                                                                    | 1887/03                                       |
|         | Frère et sœur                                                        | 1887 | 179 × 80 cm      |                                                                                                  | Collection particulière                                                                    | 1887/04                                       |
|         | Jeune bergère debout                                                 | 1887 | 157,5 × 73,5 cm  |                                                                                                  | Collection particulière                                                                    | 1887/05                                       |
|         | Le déjeuner du matin                                                 | 1887 | 91,5 × 56 cm     |                                                                                                  | Collection particulière                                                                    | 1887/06                                       |
|         | Baigneuse                                                            | 1888 | 189 × 108 cm     |                                                                                                  | Collection particulière                                                                    | 1888/01                                       |
|         | Premier deuil                                                        | 1888 | 203 × 252 cm     |                                                                                                  | Buenos Aires, Museo Nacional de Bellas Artes                                               | 1888/02                                       |
|         | Madone assise                                                        | 1888 | 176,5 × 103 cm   |                                                                                                  | Adélaïde (Australie), Art Gallery of South Australia                                       | 1888/03                                       |
|         | Étude de petite fille (visage de profil)                             | 1888 | 24 × 18,5 cm     |                                                                                                  | Collection particulière                                                                    | 1888/04                                       |
|         | Au bord du ruisseau                                                  | 1888 | 81 × 103 cm      |                                                                                                  | Collection particulière                                                                    | 1888/05                                       |
|         | L'Amour au papillon                                                  | 1888 | 117 × 68 cm      |                                                                                                  | Collection particulière                                                                    | 1888/06                                       |
|         | Autoportrait                                                         | 1888 | 93 × 61 cm       |                                                                                                  | Collection particulière                                                                    | 1888/07                                       |
|         | Autoportrait (réplique)                                              | 1888 | 96 × 62 cm       |                                                                                                  | Collection particulière                                                                    | 1888/07A                                      |
|         | Jeanne                                                               | 1888 | 59 × 46,5 cm     |                                                                                                  | Collection particulière                                                                    | 1888/08                                       |
|         | Bergère                                                              | 1888 | 115,6 × 82,6 cm  |                                                                                                  | Collection particulière                                                                    | 1888/09                                       |
|         | Petite boudeuse                                                      | 1888 | 123 × 86 cm      |                                                                                                  | Manitowoc (Wisconsin), Rahr-West Museum                                                    | 1888/10                                       |
|         | Jésus-Christ rencontre sa mère                                       | 1888 |                  | Peint pour la chapelle de la Vierge à l'église Saint-Vincent-de-Paul de Paris.                   | Paris, église Saint-Vincent-de-Paul                                                        | 1888/12                                       |
|         | L'Annonciation                                                       | 1888 |                  | Peint pour la chapelle de la Vierge à l'église Saint-Vincent-de-Paul de Paris.                   | Paris, église Saint-Vincent-de-Paul                                                        | 1888/13                                       |
|         | L'Annonciation (réduction)                                           | 1888 | 93 × 48 cm       |                                                                                                  | Collection particulière                                                                    | 1888/13A                                      |
|         | Méditation                                                           | 1888 | 122 × 81,5 cm    |                                                                                                  | Localisation actuelle inconnue                                                             | 1888/14                                       |
|         | La leçon                                                             | 1889 | 99 × 61 cm       |                                                                                                  | Collection particulière                                                                    | 1889/01                                       |
|         | Psyché et l'Amour                                                    | 1889 | 200 × 116 cm     |                                                                                                  | Hobart (Tasmanie), Tasmanian Museum and Art Gallery                                        | 1889/02                                       |
|         | L'Amour et Psyché enfant                                             | 1889 | 119,5 × 71 cm    |                                                                                                  | Collection particulière                                                                    | 1889/03                                       |
|         | Première rêverie                                                     | 1889 | 203 × 137 cm     | Musée                                                                                            | La Nouvelle-Orléans, Museum of Art                                                         | 1889/06                                       |
|         | Première rêverie (réduction)                                         | 1889 | 101 × 58 cm      |                                                                                                  | Jacksonville (Floride), The Cummer Museum of Art                                           | 1889/06A                                      |
|         | Notre-Dame des Anges                                                 | 1889 | 230,5 × 134,5 cm |                                                                                                  | Collection particulière                                                                    | 1889/07                                       |
|         | Portrait d'un enfant de Madame Porter                                | 1889 | 96,5 × 62 cm     |                                                                                                  | Collection particulière                                                                    | 1889/08                                       |
|         | Le Goûter                                                            | 1889 | 94 × 61 cm       |                                                                                                  | Collection particulière                                                                    | 1889/09                                       |
|         | Jeune fille au crochet                                               | 1889 | 61 × 46,5 cm     |                                                                                                  | Collection particulière                                                                    | 1889/10                                       |
|         | Pastourelle                                                          | 1889 | 159 × 93 cm      |                                                                                                  | Tulsa (Oklahoma); The Philbrook Museum of Art                                              | 1889/11                                       |
|         | La Bohémienne                                                        | 1890 | 150 × 124,5 cm   | Tableau autrefois à l'Institute of Arts de Minneapolis, vendu par le musée en 2014.              | Collection particulière                                                                    | 1889/12                                       |
|         | Le Mariage de la Vierge                                              | 1889 |                  | Peint pour la chapelle de la Vierge à l'église Saint-Vincent-de-Paul de Paris.                   | Paris, église Saint-Vincent-de-Paul                                                        | 1889/13                                       |
|         | La Vierge au pied de la croix                                        | 1889 |                  | Peint pour la chapelle de la Vierge à l'église Saint-Vincent-de-Paul de Paris.                   | Paris, église Saint-Vincent-de-Paul                                                        | 1889/14                                       |
|         | Portrait de Camille-Gabrielle Drunzer                                | 1889 | 43 × 37 cm       |                                                                                                  | Collection particulière                                                                    | 1889/15                                       |
|         | Chansons de printemps                                                | 1889 | 149,5 × 99 cm    |                                                                                                  | Collection particulière                                                                    | 1889/16                                       |

## Années 1890
| Tableau | Titre                                                          | Date             | Dimensions       | Notes et références                                                                     | Lieu de conservation                                                        | N° de Catalogue raisonné (Bartoli-Ross, 2010) |
| ------- | -------------------------------------------------------------- | ---------------- | ---------------- | --------------------------------------------------------------------------------------- | --------------------------------------------------------------------------- | --------------------------------------------- |
|         | Petites mendiantes                                             | 1890             | 161 × 93,5 cm    |                                                                                         | Syracuse (New York), Syracuse University Art Collection                     | 1890/01                                       |
|         | Câlinerie                                                      | 1890             | 145 × 91 cm      |                                                                                         | Collection particulière                                                     | 1890/02                                       |
|         | Les Saintes femmes au tombeau                                  | 1890             | 260 × 160 cm     |                                                                                         | Anvers, musée royal des Beaux-Arts                                          | 1890/03                                       |
|         | Portrait de Mademoiselle Louise Bonynge, future Madame Maxwell | 1890             | 129 × 89 cm      |                                                                                         | Tokyo, Hachioji City, Mutauchi Museum                                       | 1890/04                                       |
|         | Amour à l'affût                                                | 1890             | 117 × 77 cm      |                                                                                         | Collection particulière                                                     | 1890/05                                       |
|         | Portrait de Gabrielle Cot                                      | 1890             | 45,5 × 38 cm     |                                                                                         | Collection particulière                                                     | 1890/06                                       |
|         | Innocence                                                      | 1890             | 119 × 71 cm      | Figures d'anges                                                                         | Christie's Londres 1996                                                     |                                               |
|         | Tête de fillette, tête sans les mains                          | 1890             | 44,5 × 37 cm     |                                                                                         | Collection particulière                                                     | 1890/07                                       |
|         | Tête de fillette, tête avec mains                              | 1890             | 46 × 37,5 cm     |                                                                                         | Collection particulière                                                     | 1890/08                                       |
|         | Les mûres                                                      | 1890             | 135 × 81 cm      |                                                                                         | Saint-Johnsbury (Vermont), Athenaeum                                        | 1890/09                                       |
|         | Une vocation                                                   | 1890             | 56 × 45,5 cm     |                                                                                         | Collection particulière                                                     | 1890/10                                       |
|         | L'œillet                                                       | 1890             |                  |                                                                                         | Localisation actuelle inconnue                                              | 1890/11                                       |
|         | Glaneuse                                                       | 1890             | 96,5 × 61 cm     |                                                                                         | Collection particulière                                                     | 1890/12                                       |
|         | Pêcheuse                                                       | 1890             | 158 × 89 cm      |                                                                                         | Collection particulière                                                     | 1890/13                                       |
|         | Boucles d'oreilles                                             | 1890 (daté 1891) | 121 × 77,5 cm    |                                                                                         | Collection particulière                                                     | 1890/14                                       |
|         | Pandore                                                        | 1891             | 92,5 × 64,5 cm   |                                                                                         | Collection particulière                                                     | 1890/15                                       |
|         | La cruche cassée                                               | 1891             | 134,6 × 83,8 cm  |                                                                                         | San Francisco, Legion of Honor, Fine Arts Museum                            | 1891/01                                       |
|         | Le goûter aux champs                                           | 1891             | 89,5 × 65 cm     |                                                                                         | Collection particulière                                                     | 1891/02                                       |
|         | Petite bergère                                                 | 1891             | 155,5 × 86,5 cm  |                                                                                         | Collection particulière                                                     | 1891/03                                       |
|         | Tricoteuse                                                     | 1891             | 97 × 61 cm       |                                                                                         | Collection particulière                                                     | 1891/04                                       |
|         | L'Amour mouillé                                                | 1891             | 155,5 × 84,5 cm  |                                                                                         | Collection particulière                                                     | 1891/05                                       |
|         | Premiers bijoux                                                | 1891             | 172,5 × 111 cm   |                                                                                         | Collection particulière                                                     | 1891/06                                       |
|         | La Gardeuse d'oies                                             | 1891             | 152,5 × 73,5 cm  |                                                                                         | Ithaca (New York), Cornell University, The Herbert F. Johnson Museum of Art | 1891/07                                       |
|         | Au bord du ruisseau                                            | 1891             | 131,5 × 76 cm    |                                                                                         | La Havane, Museo Nacional de Bellas Artes de Cuba                           | 1891/08                                       |
|         | L'Abri                                                         | 1891             | 122 × 91,5 cm    |                                                                                         | Collection particulière                                                     | 1891/09                                       |
|         | Avant le bain                                                  | 1891             | 137 × 87 cm      |                                                                                         | Collection particulière                                                     | 1891/10                                       |
|         | Avant le bain (réplique inachevée)                             | 1891             | 131,5 × 75,5 cm  |                                                                                         | Collection particulière                                                     | 1891/10A                                      |
|         | L'Inspiration                                                  | 1891             | 115,5 × 75 cm    |                                                                                         | Collection particulière                                                     | 1891/11                                       |
|         | Méditation                                                     | 1891             |                  |                                                                                         | Localisation actuelle inconnue                                              | 1891/12                                       |
|         | Le Captif                                                      | 1891             | 131 × 77,5 cm    |                                                                                         | Toledo, Museum of Art                                                       | 1891/13                                       |
|         | L'Amour au repos                                               | 1891             | 45 × 22,5 cm     |                                                                                         | Collection particulière                                                     | 1891/14                                       |
|         | Le Travail interrompu                                          | 1891             | 162 × 100 cm     |                                                                                         | Amherst (Massachusetts), Amherst College, Mead Art Museum                   | 1891/15                                       |
|         | Le Travail interrompu (réduction)                              | 1891             | 100 × 61 cm      |                                                                                         | Collection particulière                                                     | 1891/15A                                      |
|         | L'Éveil du cœur                                                | 1892             | 160 × 111 cm     |                                                                                         | Collection particulière                                                     | 1892/01                                       |
|         | Psyché                                                         | 1892             | 107 × 65 cm      |                                                                                         | Collection particulière                                                     | 1892/02                                       |
|         | Marie-Madeleine                                                | 1892             |                  |                                                                                         | Localisation actuelle inconnue                                              | 1892/03                                       |
|         | Le Guêpier                                                     | 1892             | 213 × 152,5 cm   |                                                                                         | Collection particulière                                                     | 1892/04                                       |
|         | Antoinette                                                     | 1892             |                  |                                                                                         | Localisation actuelle inconnue                                              | 1892/05                                       |
|         | Portrait de Mademoiselle H. Avon                               | 1892             |                  |                                                                                         | Localisation actuelle inconnue                                              | 1892/06                                       |
|         | La Cage vide                                                   | 1892             | 119 × 76 cm      |                                                                                         | Collection particulière                                                     | 1892/08                                       |
|         | Offrande à l'Amour                                             | 1893             | 300 × 230 cm     | Salon de 1893 puis détruit dans l'incendie du Jockey Club de Buenos Aires en 1953.      | Détruit                                                                     | 1893/01                                       |
|         | L'Agrafe                                                       | 1893             | 107 × 65 cm      |                                                                                         | Localisation actuelle inconnue                                              | 1893/02                                       |
|         | Le Papillon                                                    | 1893             | 93 × 66 cm       |                                                                                         | Collection particulière                                                     | 1893/03                                       |
|         | Jeunesse                                                       | 1893             | 189 × 123 cm     |                                                                                         | Collection particulière                                                     | 1893/04                                       |
|         | La Jeune Ouvrière                                              | 1893             | 142 × 87,5 cm    |                                                                                         | Collection particulière                                                     | 1893/05                                       |
|         | Allant à la fontaine                                           | 1893             | 95 × 58 cm       |                                                                                         | Louisville (Kentucky), J.B. Speed Museum                                    | 1893/06                                       |
|         | Marchande de pommes                                            | 1893             | 96,5 × 61 cm     |                                                                                         | Collection particulière                                                     | 1893/07                                       |
|         | L'Innocence                                                    | 1893             | 178 × 94 cm      |                                                                                         | Localisation actuelle inconnue                                              | 1893/08                                       |
|         | L'Innocence (réduction)                                        | 1893             | 100 × 52,5 cm    |                                                                                         | Mexico, Fondation Juan Antonio Pérez Simon                                  | 1893/08A                                      |
|         | Rêverie sur le seuil                                           | 1893             |                  |                                                                                         | Collection particulière                                                     | 1893/09                                       |
|         | La Perle                                                       | 1894             | 147,5 × 78,5 cm  |                                                                                         | Collection particulière                                                     | 1894/01                                       |
|         | La Perle (seconde version)                                     | 1894             | 140 × 80 cm      |                                                                                         | Collection particulière                                                     | 1894/02                                       |
|         | Souvenir                                                       | 1894             | 71 × 51 cm       |                                                                                         | Collection particulière                                                     | 1894/03                                       |
|         | Le Secret                                                      | 1894             | 96,5 × 62 cm     |                                                                                         | Collection particulière                                                     | 1894/04                                       |
|         | Gardeuse de dindons                                            | 1894             | 105,5 × 70 cm    |                                                                                         | Localisation actuelle inconnue                                              | 1894/05                                       |
|         | L'Amour à l'épine                                              | 1894             | 125,5 × 80 cm    |                                                                                         | Collection particulière                                                     | 1894/06                                       |
|         | L'Amour piqué                                                  | 1894             | 123 × 78 cm      |                                                                                         | Localisation actuelle inconnue                                              | 1894/07                                       |
|         | La Palme                                                       | 1894             | 100 × 57 cm      |                                                                                         | Collection particulière                                                     | 1894/08                                       |
|         | Le Lever                                                       | 1894             | 95,5 × 61 cm     |                                                                                         | Collection particulière                                                     | 1894/09                                       |
|         | Glâneuse                                                       | 1894             | 106,5 × 65 cm    |                                                                                         | Collection particulière                                                     | 1894/10                                       |
|         | Pâquerettes                                                    | 1894             | 91,5 × 56 cm     |                                                                                         | Collection particulière                                                     | 1894/11                                       |
|         | Après le bain                                                  | 1894             | 155 × 86,5 cm    |                                                                                         | Collection particulière                                                     | 1894/12                                       |
|         | Bacchante                                                      | 1894             | 152,5 × 89 cm    |                                                                                         | Collection particulière                                                     | 1894/13                                       |
|         | Prêtresse de Bacchus                                           | 1894             | 170 × 90 cm      |                                                                                         | Collection particulière                                                     | 1894/14                                       |
|         | Rêverie                                                        | 1894             | 112 × 71 cm      |                                                                                         | Collection particulière                                                     | 1894/15                                       |
|         | Jeune fille et l'Amour                                         | 1894             | 77 × 50 cm       |                                                                                         | Collection particulière                                                     | 1894/16                                       |
|         | Portrait de Maître Adrien Huard                                | 1894             |                  |                                                                                         | Localisation actuelle inconnue                                              | 1894/17                                       |
|         | Autoportrait                                                   | 1895             | 53 × 46 cm       |                                                                                         | Florence, Galerie des Offices                                               | 1895/01                                       |
|         | L’Âme                                                          | 1895             |                  |                                                                                         | Localisation actuelle inconnue                                              | 1895/02                                       |
|         | Le Ravissement de Psyché                                       | 1895             | 209 × 120 cm     | En dépôt à long terme au University of Virginia Art Museum, Charlottesville (Virginie). | Collection particulière                                                     | 1895/03                                       |
|         | Espièglerie                                                    | 1895             | 95 × 59,5 cm     |                                                                                         | Collection particulière                                                     | 1895/04                                       |
|         | Le Goûter                                                      | 1895             | 115,5 × 70 cm    |                                                                                         | Collection particulière                                                     | 1895/05                                       |
|         | En pénitence                                                   | 1895             | 131 × 77,5 cm    |                                                                                         | Collection particulière                                                     | 1895/06                                       |
|         | L'Iris                                                         | 1895             | 46 × 38 cm       |                                                                                         | Princeton (New Jersey), Princeton University Art Museum                     | 1895/07                                       |
|         | Fardeau agréable                                               | 1895             | 112 × 76 cm      |                                                                                         | Collection particulière                                                     | 1895/08                                       |
|         | Le Chant du rossignol                                          | 1895             | 148,5 × 94,5 cm  |                                                                                         | Dayton (Ohio), Art Institute                                                | 1895/09                                       |
|         | Le Gué                                                         | 1895             | 160 × 74 cm      |                                                                                         | Collection particulière                                                     | 1895/10                                       |
|         | Bergère                                                        | 1895             | 110,5 × 75,5 cm  |                                                                                         | Collection particulière                                                     | 1895/11                                       |
|         | La Fleur préférée                                              | 1895             | 158,5 × 91,5 cm  |                                                                                         | Collection particulière                                                     | 1895/12                                       |
|         | Sur la plage                                                   | 1895             | 81 × 117 cm      |                                                                                         | Collection particulière                                                     | 1895/13                                       |
|         | La Liseuse                                                     | 1895             | 117 × 80,5 cm    |                                                                                         | Collection particulière                                                     | 1895/14                                       |
|         | Les Deux Sœurs                                                 | 1895             | 145 × 89 cm      |                                                                                         | Collection particulière                                                     | 1895/15                                       |
|         | Autoportrait                                                   | 1895             | 164 × 98 cm      |                                                                                         | Anvers, musées royaux des Beaux-Arts                                        | 1895/16                                       |
|         | La Brise du printemps                                          | 1895             | 98,5 × 65,5 cm   |                                                                                         | Collection particulière                                                     | 1895/17                                       |
|         | Souvenir                                                       | 1895             | 116 × 68,5 cm    |                                                                                         | Pittsburgh, Carnegie Museum of Art                                          | 1895/18                                       |
|         | Petite fille tenant des pommes dans les mains                  | 1895             | 93,5 × 55 cm     |                                                                                         | Collection particulière                                                     | 1895/21                                       |
|         | Portrait de Mademoiselle F.A.                                  | 1895             | 65 × 54 cm       |                                                                                         | Collection particulière                                                     | 1895/22                                       |
|         | Portrait de Louise de Rohan-Chabot, comtesse de Cambacérès     | 1895             | 121 × 90,2 cm    |                                                                                         | Seattle, Art Museum                                                         | 1895/23                                       |
|         | Portrait de jeune fille                                        | 1896             | 46,5 × 38 cm     |                                                                                         | Collection particulière                                                     | 1896/01                                       |
|         | Les Prûnes                                                     | 1896             | 96,5 × 61 cm     |                                                                                         | Collection particulière                                                     | 1896/02                                       |
|         | La Vague                                                       | 1896             | 117 × 157 cm     |                                                                                         | Collection particulière                                                     | 1896/03                                       |
|         | Médiation                                                      | 1896             | 100 × 74 cm      |                                                                                         | Syracuse (New York), Syracuse University Art Collection                     | 1896/04                                       |
|         | Rêverie                                                        | 1896             |                  |                                                                                         | Localisation actuelle inconnue                                              | 1896/05                                       |
|         | Secrets de l'Amour                                             | 1896             | 130 × 91,5 cm    |                                                                                         | Collection particulière                                                     | 1896/06                                       |
|         | Aux aguets                                                     | 1896             | 130 × 81 cm      |                                                                                         | San Antonio, Museum of Art                                                  | 1896/07                                       |
|         | Aux aguets (tête)                                              | 1896             |                  |                                                                                         | Localisation actuelle inconnue                                              | 1896/08                                       |
|         | Petite fille au bouquet                                        | 1896             | 66 × 54,5 cm     |                                                                                         | Collection particulière                                                     | 1896/09                                       |
|         | Yvonne                                                         | 1896             | 87,5 × 54,5 cm   |                                                                                         | Collection particulière                                                     | 1896/10                                       |
|         | Sœurs sur le rivage                                            | 1896             | 142,2 × 91,4 cm  |                                                                                         | Détroit, Institute of Arts                                                  | 1896/11                                       |
|         | Une vocation                                                   | 1896             | 104 × 71 cm      |                                                                                         | Cleveland, Museum of Art                                                    | 1896/13                                       |
|         | Sourire d'avril                                                | 1896             |                  |                                                                                         | Collection particulière                                                     | 1896/14                                       |
|         | Blessures d'amour                                              | 1897             | 192 × 114,5 cm   |                                                                                         | Collection particulière                                                     | 1897/01                                       |
|         | Compassion !                                                   | 1897             | 261 × 120 cm     |                                                                                         | Paris, musée d'Orsay                                                        | 1897/02                                       |
|         | Les agneaux                                                    | 1897             | 182 × 92 cm      |                                                                                         | Collection particulière                                                     | 1897/03                                       |
|         | Réflexion                                                      | 1897             | 116 × 79 cm      |                                                                                         | Shawnee (Oklahoma), Mabee-Gerrer Museum                                     | 1897/04                                       |
|         | Irène                                                          | 1897             | 46 × 38 cm       |                                                                                         | Collection particulière                                                     | 1897/05                                       |
|         | Les Pommes                                                     | 1897             | 65 × 51,5 cm     |                                                                                         | Madison (Wisconsin), University of Wisconsin-Madison, Chazen Museum of Art  | 1897/06                                       |
|         | À la fontaine                                                  | 1897             | 142 × 86,5 cm    |                                                                                         | Collection particulière                                                     | 1897/08                                       |
|         | La cueillette                                                  | 1897             | 136 × 90 cm      |                                                                                         | Localisation actuelle inconnue                                              | 1897/09                                       |
|         | L'Admiration                                                   | 1897             | 147 × 200 cm     |                                                                                         | San Antonio, Museum of Art                                                  | 1897/10                                       |
|         | Les petites amies                                              | 1898             | 131 × 85 cm      |                                                                                         | Londres, collection Fortnum & Mason                                         | 1898/01                                       |
|         | Goûter frugal                                                  | 1898             | 89,5 × 56 cm     |                                                                                         | Localisation actuelle inconnue                                              | 1898/02                                       |
|         | L'Assaut                                                       | 1898             | 155,8 × 106,2 cm |                                                                                         | Paris, musée d'Orsay                                                        | 1898/03                                       |
|         | Inspiration                                                    | 1898             | 100 × 66 cm      |                                                                                         | Collection particulière                                                     | 1898/04                                       |
|         | Le narcisse                                                    | 1898             | 46 × 38 cm       |                                                                                         | Varsovie, musée de l'Archidiocèse                                           | 1898/05                                       |
|         | Le rêve                                                        | 1898             | 100 × 69 cm      |                                                                                         | Collection particulière                                                     | 1898/06                                       |
|         | Réflexion                                                      | 1898             | 117 × 73 cm      |                                                                                         | Collection particulière                                                     | 1898/07                                       |
|         | Le Voile                                                       | 1898             | 115 × 80 cm      |                                                                                         | Collection particulière                                                     | 1898/08                                       |
|         | Portrait de jeune fille                                        | 1898             | 39,5 × 32 cm     |                                                                                         | Collection particulière                                                     | 1898/09                                       |
|         | La Couturière                                                  | 1898             | 115,5 × 71 cm    |                                                                                         | Collection particulière                                                     | 1898/10                                       |
|         | Le déjeuner                                                    | 1898             | 95 × 51 cm       |                                                                                         | Localisation actuelle inconnue                                              | 1898/11                                       |
|         | Retour des champs                                              | 1898             | 128 × 71 cm      |                                                                                         | Collection particulière                                                     | 1898/12                                       |
|         | La Tricoteuse                                                  | 1898             | 95 × 58 cm       |                                                                                         | Manchester, City Art Gallery                                                | 1898/13                                       |
|         | La Révérence                                                   | 1898             | 138 × 74,5 cm    |                                                                                         | Collection particulière                                                     | 1898/14                                       |
|         | Les Deux Sœurs                                                 | 1899             | 144 × 77 cm      |                                                                                         | Collection particulière                                                     | 1899/01                                       |
|         | L'Amour et Psyché                                              | 1899             | 220 × 128 cm     |                                                                                         | Collection particulière                                                     | 1899/02                                       |
|         | Douleur d'amour                                                | 1899             | 163 × 102 cm     |                                                                                         | Collection particulière                                                     | 1899/03                                       |
|         | Bacchante                                                      | 1899             | 100 × 70,5 cm    |                                                                                         | Collection particulière                                                     | 1899/04                                       |
|         | Mimosa                                                         | 1899             | 46,5 × 38 cm     |                                                                                         | Localisation actuelle inconnue                                              | 1899/05                                       |
|         | La Marchande de citrons                                        | 1899             | 66 × 50 cm       |                                                                                         | Jérusalem, The Israël Museum                                                | 1899/06                                       |
|         | Le Citron                                                      | 1899             | 45,5 × 35,5 cm   |                                                                                         | Localisation actuelle inconnue                                              | 1899/07                                       |
|         | Rayon de soleil                                                | 1899             | 127 × 70 cm      |                                                                                         | Localisation actuelle inconnue                                              | 1899/08                                       |
|         | Les Giroflées                                                  | 1899             | 71,5 × 58,5 cm   |                                                                                         | Collection particulière                                                     | 1899/09                                       |
|         | L'ange (tête)                                                  | 1899             | 47 × 38 cm       |                                                                                         | Béziers, musée des Beaux-Arts                                               | 1899/10                                       |
|         | Le Chardon                                                     | 1899             | 140 × 72,5 cm    |                                                                                         | Localisation actuelle inconnue                                              | 1899/11                                       |
|         | L'Espiègle                                                     | 1899             | 132 × 72,5 cm    |                                                                                         | Détroit, Institute of Arts                                                  | 1899/12                                       |
|         | Rêverie                                                        | 1899             | 112 × 76 cm      |                                                                                         | Localisation actuelle inconnue                                              | 1899/13                                       |
|         | Goûter frugal                                                  | 1899             | 113 × 62 cm      |                                                                                         | Collection particulière                                                     | 1899/14                                       |
|         | La Vierge aux lys                                              | 1899             | 115,5 × 81 cm    |                                                                                         | Collection particulière                                                     | 1899/15                                       |

## Années 1900
| Tableau | Titre                                                       | Date | Dimensions         | Notes                                                                | Lieu de conservation                                     | N° de Catalogue raisonné (Bartoli-Ross, 2010) |
| ------- | ----------------------------------------------------------- | ---- | ------------------ | -------------------------------------------------------------------- | -------------------------------------------------------- | --------------------------------------------- |
|         | Le Jeune Frère                                              | 1900 | 100 × 73 cm        |                                                                      | Collection particulière                                  | 1900/01                                       |
|         | La Vierge aux anges                                         | 1900 | 285 × 185 cm       | Paris Musées                                                         | Paris, musée du Petit-Palais                             | 1900/02                                       |
|         | Un moment de repos                                          | 1900 | 149,5 × 72,5 cm    |                                                                      | Collection particulière                                  | 1900/03                                       |
|         | Idylle enfantine                                            | 1900 | 102 × 130 cm       |                                                                      | Denver, Art Museum                                       | 1900/04                                       |
|         | Branche de laurier                                          | 1900 | 115,5 × 70 cm      |                                                                      | Collection particulière                                  | 1900/05                                       |
|         | Inspiration                                                 | 1900 |                    |                                                                      | Localisation actuelle inconnue                           | 1900/06                                       |
|         | L'Amour voltigeant sur les eaux                             | 1900 | 170 × 103,5 cm     |                                                                      | Collection particulière                                  | 1900/07                                       |
|         | Les Prunes                                                  | 1900 | 106,7 × 96,5 cm    |                                                                      | Collection particulière                                  | 1900/08                                       |
|         | Petite Maraudeuse                                           | 1900 | 124 × 73,5 cm      |                                                                      | Collection particulière                                  | 1900/09                                       |
|         | Marguerite                                                  | 1900 | 95 × 60 cm         |                                                                      | Collection particulière                                  | 1900/10                                       |
|         | Avant le bain                                               | 1900 | 134,5 × 75 cm      |                                                                      | Collection particulière                                  | 1900/11                                       |
|         | Portrait de Madame Victor Olry Roederer, née Mathilde Mitre | 1900 | 196 × 108 cm       |                                                                      | Reims, Champagne Roederer                                | 1900/12                                       |
|         | Portrait de Marius Vachon                                   | 1900 | 46 × 38 cm         |                                                                      | Collection particulière                                  | 1900/13                                       |
|         | Deux Sœurs                                                  | 1901 | 110,5 × 78,5 cm    |                                                                      | Appleton (Wisconsin), Lawrence University                | 1901/01                                       |
|         | La paresseuse                                               | 1901 | 157,5 × 78,5 cm    |                                                                      | Localisation actuelle inconnue                           | 1901/02                                       |
|         | Rêve de printemps (en)                                      | 1901 | 185,5 × 131 cm     |                                                                      | Indianapolis, Museum of Art                              | 1901/03                                       |
|         | Tendres Propos                                              | 1901 | 190,5 × 122 cm     |                                                                      | Winter Park (Floride), Rollins Museum of Art             | 1901/04                                       |
|         | L'Amour s'envole                                            | 1901 | 170 × 112 cm       |                                                                      | Seattle, Frye Art Museum                                 | 1901/05                                       |
|         | Sollicitude maternelle                                      | 1901 | 155 × 81 cm        |                                                                      | Collection particulière                                  | 1901/06                                       |
|         | Le Livre de prix                                            | 1901 | 115 × 67 cm        |                                                                      | Collection particulière                                  | 1901/07                                       |
|         | Le Goûter                                                   | 1901 | 88,5 × 55,8 cm     |                                                                      | Collection particulière                                  | 1901/08                                       |
|         | Yvonne sur le pas de la porte                               | 1901 | 95,5 × 63 cm       |                                                                      | Collection particulière                                  | 1901/09                                       |
|         | Tricoteuse                                                  | 1901 | 90 × 54,5 cm       |                                                                      | Collection particulière                                  | 1901/10                                       |
|         | L'Attente                                                   | 1901 | 124,5 × 65 cm      |                                                                      | Collection particulière                                  | 1901/11                                       |
|         | Les Oréades                                                 | 1902 | 237,5 × 181,5 cm   |                                                                      | Paris, musée d'Orsay                                     | 1902/01                                       |
|         | Modestie                                                    | 1902 | 160,5 × 72,5 cm    |                                                                      | Collection particulière                                  | 1902/02                                       |
|         | Le Jeune Frère                                              | 1902 | 137 × 93 cm        |                                                                      | Richmond, Virginia Museum of Art                         | 1902/03                                       |
|         | Jeune Prêtresse                                             | 1902 | 181 × 81 cm        |                                                                      | Rochester (New York), Memorial Art Gallery               | 1902/04                                       |
|         | L'Attente                                                   | 1902 | 117 × 65,5 cm      |                                                                      | Collection particulière                                  | 1902/05                                       |
|         | Dans les montagnes ou Femme aux chardons                    | 1902 | 116 × 73,5 cm      |                                                                      | Collection particulière                                  | 1902/06                                       |
|         | Portrait de Mademoiselle x x                                | 1902 | 46,5 × 38,5 cm     |                                                                      | Collection particulière                                  | 1902/07                                       |
|         | Au bord de la mer                                           | 1903 | 95 × 61 cm         |                                                                      | Collection particulière                                  | 1903/01                                       |
|         | La Vague                                                    | 1903 | 80 × 174 cm        |                                                                      | Collection particulière                                  | 1903/02                                       |
|         | La Vierge à l'agneau                                        | 1903 | 116 cm de diamètre |                                                                      | Collection particulière                                  | 1903/03                                       |
|         | Admiration de l'Amour                                       | 1903 | 46 × 38 cm         |                                                                      | Localisation actuelle inconnue                           | 1903/04                                       |
|         | La Madone aux roses                                         | 1903 | 132 × 89 cm        |                                                                      | Tarrytown (New York), Lyndhurst Castle, Jay Gould Museum | 1903/05                                       |
|         | Ora Pro Nobis                                               | 1903 | 115 × 74,5 cm      |                                                                      | Localisation actuelle inconnue                           | 1903/06                                       |
|         | Le Printemps                                                | 1903 | 195,5 × 106,5 cm   |                                                                      | Collection particulière                                  | 1903/07                                       |
|         | Les Marguerites                                             | 1903 | 114,5 × 71 cm      |                                                                      | Collection particulière                                  | 1903/08                                       |
|         | Petite fille assise brodant                                 | 1903 | 128 × 66 cm        |                                                                      | Collection particulière                                  | 1903/09                                       |
|         | La Grappe de raisin                                         | 1903 |                    |                                                                      | Localisation actuelle inconnue                           | 1903/10                                       |
|         | Une dryade                                                  | 1904 | 125 × 115 cm       |                                                                      | Collection particulière                                  | 1904/01                                       |
|         | Beauté romane                                               | 1904 | 180,5 × 81 cm      |                                                                      | Mexico, Fondation Juan Antonio Pérez Simon               | 1904/02                                       |
|         | L'Amour au repos                                            | 1904 | 93 × 64 cm         |                                                                      | Collection particulière                                  | 1904/03                                       |
|         | Far niente                                                  | 1904 | 120,5 × 76 cm      |                                                                      | Collection particulière                                  | 1904/04                                       |
|         | L'Océanide                                                  | 1904 | 96 × 205 cm        |                                                                      | La Rochelle, musée des Beaux-Arts                        | 1904/05                                       |
|         | Rêverie                                                     | 1904 | 116 × 81 cm        |                                                                      | Jacksonville (Floride), The Cummer Museum of Arts        | 1904/06                                       |
|         | Méditation                                                  | 1904 | 91,5 × 64,5 cm     |                                                                      | Manchester (New Hampshire), Currier Gallery of Art       | 1904/07                                       |
|         | Le Glaïeul                                                  | 1904 | 106 × 71 cm        |                                                                      | Mobile (Alabama), Museum of Art                          | 1904/08                                       |
|         | Madone                                                      | 1905 | 81,5 × 65 cm       |                                                                      | Collection particulière                                  | 1905/01                                       |
|         | Réflexion                                                   | 1905 | 100,5 × 81 cm      |                                                                      | Collection particulière                                  | 1905/02                                       |
|         | Dans les bois                                               | 1905 | 162,5 × 94 cm      | Salon de 1905, reproduit dans L'Illustration no 3244, 19 avril 1905. | Seattle, Frye Art Museum                                 | 1905/03                                       |
|         | La Corbeille de fruits                                      | 1905 | 110,5 × 77 cm      |                                                                      | Collection particulière                                  | 1905/04                                       |
|         | Le Brin de genêt                                            | 1905 | 87,5 × 58 cm       |                                                                      | Collection particulière                                  | 1905/06                                       |
|         | Jeune fille assise tenant une pomme                         | 1905 | 88,9 × 57,8 cm     |                                                                      | Dallas, Museum of Art                                    | 1905/07                                       |
|         | Méditation                                                  | 1905 | 105,5 × 71 cm      |                                                                      | Localisation actuelle inconnue                           | 1905/08                                       |